# Народы Филиппин
Филиппины являются многонациональным государством, в стране насчитывается около ста народов, народностей, этнических и субэтнических (этно-религиозных и этно-лингвистических) групп, которые населяют около 800 из более чем 7 тысяч островов архипелага. Многие из народностей малочисленны и фактически представляют собой племенные группы в составе соседних родственных, более крупных народов. Все коренные народы страны, за исключением аэта и нескольких пришлых групп (китайцев, европейцев, индийцев, арабов и других), относятся к южномонголоидному расовому типу и говорят на языках северной группы индонезийской ветви малайско-полинезийской подсемьи, которая входит в состав австронезийской семьи.
В результате нескольких миграционных волн на Филиппинах образовались четыре этно-религиозные группы, которые различаются по своему антропологическому (расовому) типу, религиозной принадлежности и ряду культурных, этнических и исторических особенностей. В состав первой, наиболее многочисленной группы входят христианские народы северных и центральных островов. Вторую группу составляют мусульманские народы южных островов, известные под общим названием моро. Третью группу образуют горные народы и племена глубинных районов, в своём большинстве исповедующие различные традиционные верования и культы. Ввиду своих антропологических отличий негритосские племена аэта выделяются в отдельную, четвёртую группу.
Крупные прибрежные христианские народы занимают ведущее положение в экономике и политике страны, а национальные меньшинства, к которым относят моро, горцев и аэта, находятся на более низкой ступени в социальной иерархии Филиппин. Сохраняют свою остроту противоречия между мусульманскими и христианскими народами. Некоторые представители моро (Национально-освободительный фронт моро) пошли на сотрудничество с центральными властями, другие группировки (прежде всего Исламский освободительный фронт моро и Абу Сайяф) продолжают вооружённую борьбу с правительством Филиппин.

## История

### Древний и средневековый период
Предположительно, первые поселенцы попали на Филиппинский архипелаг из Восточной Азии по сухопутным участкам, существовавшим в начале четвертичного периода. В период раннего палеолита на островах уже имелись стоянки древних людей, относящиеся к галечной культуре. Первые неоантропы относились к австралоидной расе и попали на Филиппины с территории Индонезийского архипелага по цепочке Калимантан — Палаван — Миндоро — Лусон (именно к ним относился так называемый «табонский человек»). Эти миграции происходили в период позднего палеолита и мезолита начиная примерно с 30-го тысячелетия до н. э. Потомками этих древних австралоидов являются пигмеи аэта, обитающие во внутренних районах Лусона, Висайских островов, Палавана и Минданао (в антропологическом отношении они отличаются от остальных монголоидных народов архипелага).
В период мезолита первобытные люди активно расселялись вдоль морского побережья Филиппин, занимая речные долины, берега озёр и окраины тропических лесов. Их основными занятиями были собирательство, рыболовство и охота с луком. В этот период на архипелаге возникают два хозяйственно-культурных типа поселений: стоянки охотников (преимущественно в пещерах) и стоянки рыбаков, для которых характерны раковинные кучи. В период неолита (IV—I тысячелетия до н. э.) расселение определённых этнических и расовых групп, проникавших на территорию архипелага, прослеживается по типам каменных топоров.
Древние австралоиды пользовались простейшими валиковыми топорами с овальным сечением, в то время как пришлые южномонголоиды применяли в хозяйстве плечиковые и четырёхгранные топоры. Заселение Филиппинского архипелага австронезийскими народами началось предположительно в V—IV тысячелетиях до н. э. и являлось частью масштабных передвижений племён Восточной и Южной Азии, связанных с неолитической революцией. Поскольку сухопутные мосты в период позднего неолита уже исчезли, заселение архипелага новыми поселенцами происходило с помощью морских судов. Вопрос о прародине древних южномонголоидов является дискуссионным: значительная часть учёных склоняется к землям между реками Чжуцзян и Янцзы, где обитали древние юэ (на рубеже III—II тысячелетий до н. э. эти племена начали движение на юг).
На Филиппины волны мигрантов попадали по нескольким направлениям: одни переправлялись с побережья Китая через Тайвань, а затем с Филиппин следовали дальше в Индонезию и Океанию; другие направлялись на полуостров Индокитай, а затем через Индонезию на Филиппины и в Океанию. При этом, часть племён навсегда оседала на Филиппинском архипелаге, а небольшая часть возвращалась обратно в материковые области Китая и Юго-Восточной Азии. Племена австронезийцев, оседавшие на Филиппинах, размещались на плодородных прибрежных равнинах, оттесняя вглубь островов аборигенов-австралоидов.
Заселение Филиппинских островов австронезийскими племенами происходило волнообразно на протяжении всего II и I тысячелетий до н. э. Каждая новая волна мигрантов почти не смешивалась с племенами, прибывшими ранее. Обладавшие передовыми орудиями пришельцы оттесняли вглубь островов племена, которые они встречали на побережье. С конца I тысячелетия до н. э. и в первые века н. э. миграции шли преимущественно с юга, с территории Калимантана и Сулавеси. Эти волны переселенцев привели к переходу от каменной индустрии позднего палеолита к использованию металлов. Однако, местная бронзовая индустрия не получила на архипелаге должного развития, большинство бронзовых изделий были привозными и принадлежали к донгшонской культуре.
Постепенно на Филиппинах сложились два основных культурных типа: приморский и глубинный, к которому принадлежали жители внутренних районов крупных островов. Основой хозяйства племён, заселивших Филиппины в конце I тысячелетия до н. э. и в первые века н. э., было орошаемое рисоводство. В период раннего железного века (III век до н. э. — IV век н. э.) пришлые народы стали выращивать рис на равнинах вдоль морского побережья и в речных долинах, а оттеснённые в горы племена сооружали многоярусные террасы. Создателями грандиозных террас на северном Лусоне были предки современных ифугао, появившиеся на архипелаге в начале железного века.
В начале нашей эры в прибрежных районах Филиппинского архипелага стала формироваться система вождеств, в руках которых были сосредоточены основные материальные ценности. Однако в целом на островах преобладали племенные образования, а по сравнению с другими регионами Юго-Восточной Азии Филиппины развивались медленными темпами. Зарождению ранних государственных образований, более активным контактам с соседями и культурному обмену с ними препятствовали отдалённость от главных очагов цивилизации (особенно ханьского Китая), малочисленность и этническая дробность населения архипелага.
В начале позднего железного века (IV—V века) массовые миграции на Филиппины прекратились, однако переселение отдельных племён с территории Индонезийского архипелага на Минданао, Висайские острова и Лусон продолжалось в значительно меньших масштабах вплоть до XIV века. Племена, прибывавшие с поздними волнами миграций, обладали более прогрессивными навыками и инструментами. Они смешивались с местным населением и оказывали значительное влияние на хозяйственный уклад, культуру и этнический состав автохтонов, а также способствовали дальнейшему развитию земледелия и ремёсел.
Во второй половине I тысячелетия, когда Филиппины попали под влияние суматранского государства Шривиджая (VII—XI века), на архипелаге осела крупная волна новых переселенцев из Индонезии. Культура этих мигрантов оказала большое влияние на искусство и мифологию многих народов Филиппинского архипелага. Из Шривиджаи на Филиппины проник буддизм, но здесь его влияние было крайне слабым. На архипелаг Сулу прибывали индонезийские суда, благодаря которым между Филиппинами и Шривиджаей велась оживлённая торговля. Постепенно в южной части Филиппин стали возникать поселения индонезийских купцов, которые скупали местный жемчуг.
В целом развитие Сулу и юго-западного Минданао отличалось от развития центральных и северных областей Филиппинского архипелага. Эти районы южной части Филиппин были тесно связаны с более развитым Индонезийским архипелагом, поддерживали оживлённые экономические и культурные контакты с процветающими государствами Индокитая, Суматры и Явы. На архипелаге Сулу и в южной части Минданао раньше начался процесс возвышения зажиточной племенной знати, ко времени проникновения ислама (конец XIII — первая половина XIV веков) здесь уже существовали небольшие княжества и племенные союзы с устоявшимися правящими династиями.
Представители правящей верхушки носили различные титулы индуистского происхождения: багинда, падука или сирипада на Сулу, думата на Минданао. Первые государственные образования сложились на Холо у баранунов, тагимаа и баклайев (последние две народности — предки современных сулу и таусугов). Столица княжества баранунов располагалась в Маимбунге на южном побережье острова, столица княжества баклайев — в Холо на северном побережье, столица тагимаа — в Буанса. Эти поселения служили не только резиденциями правителей, но и важными центрами морской торговли с Калимантаном и Палаваном. На Минданао первые княжества возникли в долине одноимённой реки — Магинданао в нижнем течении (простиралось до устья реки Сибугай на полуострове Замбоанга) и Буайан в среднем и верхнем течении (контролировало также внутренние районы острова, где облагало данью различные племена туземцев). В княжестве Магинданао утвердилась династия из представителей знати народности иранун (или иланум), среди правителей Буайана доминировали выходцы из народности магинданао. Ирануны Магинданао издавна промышляли межостровной торговлей, пиратством и морскими промыслами, а жители враждебного им Буайана были преимущественно земледельцами.
Начиная с IX века стали активно развиваться торговые отношения между Филиппинами и танским Китаем, до этого не носившие устойчивого характера. Первоначально морская торговля находилась под контролем арабов, суда которых следовали от Малайского полуострова мимо побережья северного Калимантана, затем вдоль берегов Филиппинского архипелага к Тайваню, а уже оттуда — к портам Южного Китая, открытым для внешней торговли. В период сунского Китая (X—XIII века) получила своё развитие прямая торговля между Филиппинами и Поднебесной, а в прибрежных районах Лусона появились первые поселения китайских купцов. В начале XIV века китайские колонии имелись уже не только в прибрежных областях, но и в удалённых от моря районах Лусона. Расцвет филиппино-китайской торговли пришёлся на конец XIII — первую половину XIV века, когда китайские купцы почти монополизировали внешнеторговый оборот архипелага (кроме Лусона они активно осваивали Миндоро, Каламианы и Палаван).
В середине XIII века десять вождей племён (дато) с Калимантана, поссорившись с правителем Брунея, отправились со своими подданными на север. Большинство дато обосновались на Панае, впоследствии расселившись по соседним Висайским островам. Остальные дато продолжили путь и осели в районе озера Тааль на Лусоне, а затем подчинили себе всю южную часть острова. Пришлые малайцы передвигались на больших лодках-балангаях; позже так стали называть несколько семей одного рода или сельские общины (барангай).
В XIV—XV веках, когда значительная часть архипелага находилась под влиянием яванского государства Маджапахит, ещё одна волна переселенцев из Индонезии осела на Филиппинах, но она не была такой значительной, как предыдущая. На этот период приходится проникновение на Филиппины индуизма, но он, как и ранее буддизм, не прижился среди филиппинских народов. Однако в целом влияние индо-яванской культуры на материальную и духовную культуру жителей архипелага было значительным (особенно среди населения южных районов Филиппин). В филиппинские языки вошли санскритские термины, у многих прибрежных народов появились некоторые обычаи и обряды индуистского происхождения, индийское влияние прослеживалось в ремёслах и художественных промыслах.
Во второй половине XIV века минских купцов несколько потеснили торговцы из Индонезии и государств материковой Юго-Восточной Азии (в том числе из Сукхотаи, Аютии, Камбуджадеши и Тямпы). Основными торговыми центрами, которые привлекали иностранных купцов, являлись Манила и архипелаг Сулу. В конце XIV века на Филиппины с территории Малакки проник ислам, который сначала распространился на Сулу, а затем — на островах Минданао, Палаван, Миндоро и на центральном Лусоне. Главными миссионерами новой религии были малайцы, а также пришлые индийские и арабские купцы. Уже в 1380-х годах на островах Тави-Тави и Симунул возникли первые мусульманские общины Филиппинского архипелага. Согласно другим данным, ислам проник на Сулу на рубеже XIII—XIV веков, а на Минданао — в середине XV века.
В последней четверти XIII века малайские торговцы-мусульмане, основавшие свои поселения на архипелаге Сулу, начали вступать в браки с дочерьми из семей местной знати, а также обращать в ислам некоторых сулуанских вождей. Первой была исламизирована правящая верхушка народности тагимаа, поэтому и первая мечеть появилась в городке Буанса. Вслед за купцами во второй половине XIV века на Сулу потянулись мусульманские миссионеры и мелкие раджи с Явы, Суматры и Малакки. Например, в начале XV века в Буанса осел один из правителей минангкабау, прибывший на Холо со своими воинами и придворными (он женился на дочери местного дато и обладал большой властью).
К началу XV века закончилось формирование этно-лингвистического состава населения Филиппинского архипелага. На Лусоне и Висайских островах сложились основные этносы, на базе которых в дальнейшем образовались крупные филиппинские народы (илоки, тагалы, биколы, висайя и другие).
Внутренние области крупных островов заметно отличались в своём социально-экономическом развитии от приморских районов архипелага. В процессе волнообразного заселения Филиппин в глубинных районах сложились разные хозяйственно-культурные типы общины. Среди племён негритосов сохранялись собирательство и примитивная охота (эти потомки древнейших австралоидных аборигенов населяли глухие горные районы Лусона, Палавана, Висайских островов и Минданао). Среди племён, которые вели своё происхождение от неолитического населения архипелага, преобладало подсечно-огневое земледелие, но сохранялись и охота с собирательством (эти племена обитали во внутренних горных районах и контактировали с приморскими народами). Наиболее развитым среди горных племён типом хозяйства являлась культура террасированного поливного рисоводства, распространённая на территории расселения ифугао (Центральная Кордильера) и сложившаяся ещё в эпоху раннего железного века.
В XV веке торговля Филиппин с государствами материковой Юго-Восточной Азии пошла на убыль. В южной части архипелага усилилось влияние индонезийских султанатов (особенно Брунея и Тернате), всё большее распространение получал ислам. В северной части Филиппин в первой четверти XV века началась широкая экспансия Китая, которая сопровождалась чередой военных экспедиций.
В середине XV века на архипелаге Сулу возник первый султанат со столицей на острове Холо (территориально он объединял бывшие княжества баклайев и тагимаа). Первым султаном Сулу был араб Абу-Бакр, прибывший на архипелаг из Малакки через Палембанг и Бруней. При нём ислам превратился в государственную религию и стал распространяться не только в прибрежных районах, но и во внутренних областях Холо, входивших в состав княжества баранунов. Во второй половине XV века индонезийские купцы потеснили китайцев в южной части Филиппин, но они продолжали вести активную торговлю в Маниле и прибрежных районах Висайских островов.
Накануне испанской экспансии у народов Лусона и Висайских островов стали появляться объединения отдельных барангаев, которые, впрочем, не были устойчивыми образованиями и занимали небольшие территории. У тагалов, висайя, илоков и других крупных народов общинные вожди превращались в удельных правителей (они были известны как раджа или дато, у тагалов — как гат или лакан). Между барангаями часто возникали вооружённые конфликты, вожди крупных барангаев подчиняли своей власти слабых соседей.
Основными социальными группами у тагалов были «благородные» (махарлика) во главе с правителями барангаев, «свободные» (тимагуа) и «зависимые» (алипинг). К «благородным» относились вожди, их семьи и общинная знать (главным образом, родственники правителей барангаев). Власть вождей, как правило, была наследственной. Подобная же социальная структура имелась у висайя (у них «благородные» известны как малахалонг), илоков и других приморских народов. Одним из отличительных признаков знати, особенно у висайя, являлось наличие большого числа татуировок. У большинства народов между «благородными» и «свободными» членами общины не было существенных различий в их социальном положении или чётких сословных барьеров.
У тагалов, висайя, илоков и других крупных народов «зависимые» крестьяне являлись самой многочисленной прослойкой населения, но на архипелаге отсутствовали рабы в общепринятом понимании этого термина. «Зависимыми» становились по наследству, из-за долгов, в результате пленения или провинности, однако они сравнительно легко могли перейти в категорию «свободных» (распространённым явлением были браки между «свободными» и «зависимыми»). Пленников и преступников, избежавших казни, использовали на самых тяжёлых работах, в то время как должников — только в качестве домашней прислуги. Самая большая часть «зависимых» (у тагалов — алипинг-намамахай, у висайя — тумаранпу) имела недвижимость и скот, передавала своё имущество детям, вступала в брак без разрешения господина. Низший слой «зависимых» (у тагалов — алипинг-сагигилид, у висайя — ауэй) находился в намного худших условиях: их продавали и дарили, у них не было никакой собственности. Только эту категорию «зависимых» можно условно отнести к разновидности домашних рабов.
Экономические связи между различными районами архипелага и даже отдельными барангаями были слабыми. Относительно развитый товарообмен существовал только в областях, населённых тагалами, пампанганами и илоками. Среди этих же народов было развито кустарное и ремесленное производство (например, тагалы и пампанганы славились производством оружия и литьём небольших бронзовых пушек). Оживлённым центром внешней торговли являлся Манильский залив, находившийся под контролем сильной федерации барангаев Манилы (Майнилы) и Тондо. Среди жителей Манилы существовала небольшая торгово-ремесленная прослойка, в среде которой традиционно выделялись китайские купцы (в остальных районах крестьяне занимались ремёслами и торговлей в свободное от земледелия время).
У народов Лусона и Висайских островов не было единой религии, преобладали анимизм, политеизм и культ предков, у многих племён существовала вера в загробную жизнь. Особенно почитались божества земледелия, дождя, урожая, огня, войны, смерти и небесных светил, духи-покровители жилищ, домашнего очага, полей, лесов, пещер, рек и морей, обожествлялись крокодилы, акулы и некоторые птицы. У тагалов существовал культ верховного божества Батхала и духов-анито, у висайя — культ духов-дивата, обширный пантеон богов и духов имелся у ифугао. В северной части архипелага почти не было храмовых сооружений или постоянных мест для ритуальных церемоний, отсутствовало сословие жрецов. Религиозные ритуалы и обряды жертвоприношений совершали старейшины и колдуны (преимущественно женщины).
Традиционные филиппинские жилища
С начала XVI века в северных и центральных областях Филиппинского архипелага стал распространяться ислам, основными миссионерами которого являлись выходцы из султаната Бруней. Малайские купцы из Брунея активно основывали свои поселения и торговые фактории на Лусоне и Висайских островах, в том числе в Маниле, вокруг озера Бай, на Бикольском полуострове, островах Миндоро и Себу. Некоторые местные вожди, жившие рядом с поселениями брунейцев, принимали ислам. Например, мусульманами были правители и большинство знати Манилы и Тондо, однако основная часть населения продолжала поклоняться своим племенным богам и духам.
В 1511 году португальцы захватили Малаккский султанат, что вызвало массовое бегство жителей на архипелаг Сулу и западное побережье Минданао. В 1515 году в портовом местечке Малабанг (современная провинция Южный Ланао) высадился шариф Мухаммед Кабунгсуван, вскоре основавший султанат Магинданао. Со временем, благодаря бракам и политическим союзам, султаны установили тесные отношения со знатью Магинданао и Буайана. Во второй половине XVI века после длительной борьбы с правящей мусульманской династией Буайана на лидирующие позиции выдвинулись султаны Магинданао, однако ислам получил распространение лишь в юго-западной части острова.

### Испанский период
Накануне испанского вторжения по уровню социально-экономического развития население Филиппин представляло собой пёструю картину. Среди горных племён, обитавших во внутренних районах островов, преобладали первобытные отношения. Приморские народности и племена, составлявшие большинство населения архипелага, находились на разных этапах формирования социальных и властных структур (возвышение племенной знати наиболее проявлялось на южном и центральном Лусоне, Панае, Себу, Бохоле, Сулу и юго-западном Минданао, но даже в этих относительно развитых регионах ещё не сложились централизованные государственные образования).
Приморские народы Лусона и Висайских островов, особенно участвовавшие в морской торговле, в культурном плане имели общие малайские истоки с заметным влиянием индо-яванской и китайской культуры. Тагалы, висайя и другие крупные народы имели собственные системы письма и алфавиты, созданные на основе грантхи. Тагалы, илоки и ифугао обладали богатым фольклором.
На архипелаге Сулу и в юго-западной части Минданао существовали мусульманские султанаты, экономически, политически и культурно связанные с соседним малайско-индонезийским регионом. На вершине политической и социальной иерархии стояли султаны и родственные им дато. За ними следовали многочисленные дато, которые вели своё происхождение из среды местной доисламской племенной знати, а также представители орангкайя — прослойки богатых, но незнатных купцов, посредников и ростовщиков.
Весной 1521 года в ходе первого кругосветного плавания Филиппины посетила экспедиция Фернана Магеллана, который объявил о присоединении архипелага к испанской короне. Вслед за Магелланом на Филиппины заходило ещё несколько испанских экспедиций, но все они были разбиты португальцами. После заключения Сарагосского договора (1529) Филиппины окончательно отошли к сфере влияния Испании. В 1565—1571 годах испанцы подчинили своей власти центральную часть архипелага (вооружённые отряды, а также торговые и миссионерские экспедиции направлялись на острова из портов Новой Испании). Фактически непокорёнными остались западная половина Минданао и южная часть Палавана, которые сохраняли суверенитет до конца XIX века.
Используя разобщённость вождей и межплеменные конфликты, испанцы стали привлекать на свою сторону местных дато и раджей. Первым укреплённым испанским поселением являлся Сан-Мигель, на месте которого позже вырос город Себу (в 1569 году резиденция генерал-губернатора Филиппин была перенесена с Себу на Панай). К началу 1570-х годов завершился процесс завоевания Висайских островов и северного Минданао. Весной 1571 года испанцы укрепились в Маниле и начали завоевание центрального Лусона, в 1574 году они покорили илоков и к 1580 году захватили весь северный Лусон (существенную поддержку испанцам оказывали отряды висайя и союзных тагальских вождей).
В начале 1580-х годов установились границы испанских владений, просуществовавшие около трёх веков (Лусон, Висайские острова, северная часть Минданао и Палавана). Вне испанского контроля оставались горные племена, населявшие труднодоступные внутренние области Лусона. Испанское продвижение на юг было остановлено сопротивлением моро, поддержку которым оказывали мусульманские правители Тернате, Брунея и Суматры (фактически войны моро шли на всём протяжении испанского владычества на Филиппинах). Отряды моро не только регулярно нападали на испанские крепости на северо-западе Минданао, но и совершали набеги на Висайские острова и южное побережье Лусона. Моро грабили церкви и уводили в рабство большие партии христиан (пленных испанцев за выкуп обычно возвращали).
Главным оплотом испанского могущества являлась крепость Интрамурос, возведённая в устье реки Пасиг. Другими значительными городами были Себу (на одноимённом острове), Нуэва-Касерес (на Бикольском полуострове) и Виган (северный Лусон). В XVII веке население Филиппин (немногим более 500 тыс. человек) было расселено небольшими группами по всей территории архипелага. Наибольшая концентрация наблюдалась в центральных районах Лусона (более 100 тыс.), Маниле (около 30 тыс.) и на Панае (более 60 тыс.). Испанцы составляли менее 1 % общей численности населения архипелага.
Важнейшим инструментом испанской колонизации являлась католическая церковь и особенно монашество (наибольшим могуществом и богатством обладали августинцы, францисканцы, иезуиты и доминиканцы). Нередко католицизм насаждался испанцами насильственными методами. Прежде всего христианизации подвергались местные правители и племенные вожди, а затем и рядовые крестьяне. С 1579 года начала свою деятельность Манильская епархия (в 1595 году преобразована в архиепископство). Под давлением епископа Манилы в 1588 году король Филипп II издал указ о запрете в колонии домашнего рабства.
Если за 1565—1570 года испанцы окрестили лишь сто филиппинцев, то к началу 1580-х годов эта цифра составила 100 тыс. человек, к 1600 году — более 300 тыс. человек, к 1620-м годам — до 500 тыс. человек (то есть практически всё население колонии). Успехи католических миссионеров были обусловлены отсутствием на архипелаге влиятельной монотеистической религии, которая могла бы противостоять колонизаторам (в южной части Филиппинских островов такой религией, сменившей мифологические представления доисторического общества, стал ислам). Кроме того, быстрой христианизации способствовало то, что испанцы сохранили в барангаях привилегии «благородных», многие из которых приумножили свои земельные владения и отвечали за сбор налогов для колониальных властей.
В южной части Филиппинского архипелага, где ислам пустил глубокие корни, он стал знаменем борьбы с испанцами. Мусульманские султанаты и пираты моро, которым покровительствовали султаны, продолжали нападать на испанские крепости и гарнизоны. Их действия нередко поддерживали мусульмане, проживавшие на захваченных испанцами территориях. Во второй половине XVI века ислам стал активно распространяться в юго-западных районах Минданао, где возвысился султанат Магинданао со столицей в Котабато, а также стал проникать в прибрежные районы южного Лусона. К моменту появления на Филиппинах испанцев некоторые местные вожди Лусона уже исповедовали ислам, но активное насаждение католицизма преградило путь дальнейшей миссионерской деятельности мусульман. С начала XVII века султаны Магинданао, обеспокоенные продвижением испанцев, стали активнее отправлять миссионеров в соседние районы. В результате этой деятельности были исламизированы маранао, проживавшие в районе озера Ланао, однако многочисленные племена внутренних районов Минданао оставались верны своим традиционным верованиям.
Во внешнеторговом обороте Филиппин доминировали китайские купцы, доставлявшие в порт Манилы шёлк, фарфор, пряности и другие товары, а обратно вывозившие мексиканское серебро. К 1590 году в Маниле насчитывалось уже около 10 тыс. китайцев, которые составляли треть населения столицы (наибольшая их концентрация наблюдалась в районе Париан, который с северо-востока примыкал к Интрамуросу). К началу XVII века в Маниле, портах южного Лусона и Висайских островов проживало 25 тыс. китайцев. Кроме посреднической торговли с испанцами китайцы занимались ремесленным производством и внутренней розничной торговлей.
С начала XVII века испанские власти перешли к открытой дискриминации местных китайцев, которые угрожали их влиянию в экономике. Колонизаторы поощряли антикитайские настроения среди филиппинцев, провоцировали погромы в китайских кварталах, но вместе с тем оставляли хуацяо широкие возможности для предпринимательской деятельности. Кроме торговли с Поднебесной китайские купцы активно посредничали и в торговле между Филиппинскими островами и странами Индокитайского полуострова и Индонезийского архипелага. Другими пришлыми элементами, которые одно время даже имели свои торговые поселения на северном Лусоне, были японцы (после установления испанского господства центр торговли с портами Кюсю переместился в Манилу).
К 1609 году Голландия вытеснила испано-португальские силы с Молуккских островов, которые приносили основной доход в торговле пряностями, в 1642 году голландцы выбили испанцев с Тайваня и перекрыли торговые пути из Южного Китая в Манилу, а вскоре устроили блокаду западного побережья Филиппинского архипелага, препятствуя судоходству испанских галеонов и китайских джонок. Однако Вестфальский мир (1648) положил конец военным столкновениям между Испанией и Голландией в филиппинских водах, которые начались в 1600 году. В период испано-голландских конфликтов значительно усилилась эксплуатация филиппинцев, особенно районов Лусона, населённых тагалами и пампанганами. За 1621—1655 года общая численность населения Филиппин сократилась с 611 тыс. до 505 тыс. человек.
В 1621 году на острове Бохоль под предводительством местного жреца вспыхнуло восстание против иезуитов. Восставшие призывали местных висайя отказаться от христианства и вернуться к старым культам, но в 1622 году испанцы и отряды верных им себуанцев подавили мятеж. В том же 1622 году восстал бывший вождь острова Лимасава (расположен у южной оконечности Лейте), также выступавший за возврат к вере предков, но и этот мятеж был быстро усмирён карательной экспедицией с Себу.
С окончательным утверждением католицизма многие народные движения стали приобретать характер христианской ереси и сектантства с элементами мессианизма и мистических пророчеств. Монашеские ордена активно участвовали в подавлении таких волнений, держа при монастырях и асьендах для этих целей специальные вооружённые отряды. Пользуясь этнической пестротой и разобщённостью населения архипелага, власти формировали карательные отряды из самих филиппинцев. Например, на Лусоне к подавлению восстаний традиционно привлекали воинственное племя макабебе (этно-лингвистическая группа пампанганов), а на Висайях — себуанцев.
С началом голландской экспансии моро перешли к активным наступательным действиям против испанцев. Флот султана Магинданао атаковал испанские гарнизоны на Каламианах и Восточных Висайях, вынудив колонизаторов подписать в 1606 и 1609 годах мирные договоры. Корабли султана Сулу при поддержке султана Брунея нападали на прибрежные поселения Бикольского полуострова и Кавите. В ответ испанцы в 1628 году разграбили столицу султаната — Холо, но султан успел укрыться в горах и в 1630 году отбил нападение на вновь отстроенный город. В начале 1630-х годов султан Магинданао Кударат, объединивший под своей властью весть центральный и южный Минданао, породнился с султаном Сулу и установил тесные связи с голландцами. В 1634 году Кударат расторг мирные договора с испанцами, после чего объединённый флот Магинданао и Сулу разграбил иезуитский городок Дапитан на северном побережье полуострова Замбоанга, а также поселения на островах Бохоль и Лейте.
В 1635 году по требованию иезуитов испанские власти построили в Замбоанге мощный форт, гарнизон которого состоял преимущественно из висайя. В 1637 году испанцы разбили войска моро возле озера Ланао, но местные ирануны сумели спрятать раненого Кударата в горах центрального Минданао. В 1638 году испанский флот вновь захватил город Холо, всё население которого бежало на соседние острова. В 1642 году Кударат, к тому времени расширивший границы султаната почти на всю территорию Минданао, возобновил военные действия против испанцев и вынудил их в 1645 году заключить новый мирный договор.
На архипелаге Сулу испанские карательные экспедиции убивали мусульманское население, разрушали поселения моро и уничтожали посевы, вынудив султана бежать на Тави-Тави. После того, как голландцы осадили испанский форт в Холо, последние в 1646 году были вынуждены подписать мирный договор с султаном Сулу и покинуть остров. В 1663 году, несмотря на протесты иезуитов, испанский гарнизон и всё христианское население покинули Замбоангу, перебравшись в Манилу. После этого Кударат распространил свою власть на всю территорию Минданао, а Замбоанга превратилась в небольшое поселение самалов. Несмотря на уход испанцев, голландцы не позволили султанатам Магинданао и Сулу восстановить свои прежние торговые отношения с соседними районами Индонезийского архипелага и таким образом нарушить свою монополию в торговле пряностями.
В XVII—XVIII веках, несмотря на притеснения и законодательные ограничения, китайцы сохраняли своё влияние в экономике Филиппин. Наиболее богатые ростовщики и торговцы выступали посредниками для чиновников колониального аппарата. В руках хуацяо находились розничная торговля, финансовые операции и ремёсла в Маниле, портовых городах Себу и Паная. Китайские купцы посредничали в галионной торговле, держали меняльные конторы и доставляли товары населению внутренних областей архипелага.
В 1639 году восстали китайские торговцы, насильственно переселённые в Каламбу (они вернулись в Манилу, где их поддержали жители китайских кварталов). При подавлении мятежа испанские войска уничтожили в столице и окрестностях более 20 тыс. китайцев. В 1649 году вспыхнуло восстание на острове Самар. Мятежники выступали против принудительной отправки висайя для работы на Лусон, но в 1650 году испанцы захватили горную крепость и расправились с восставшими. В 1660—1661 годах в районах Северного и Центрального Лусона среди пампанганов, илоков и тагалов вспыхнуло восстание, принявшее форму христианской ереси. Крестьяне убивали монахов, разрушали церкви и дома священников, но после казни предводителей восстание пошло на убыль. В 1662 году восстали китайцы манильского района Париан, которых испанские власти решили выслать на историческую родину. Часть хуацяо смогла бежать на Тайвань, остальные мятежники были убиты в Маниле и Пампанге отрядами филиппинцев.
Среди испанцев, в XVII—XVIII веках проживавших на Филиппинах, более двух третей составляли католические монахи. Они были расселены по всей стране, в то время как представители светской администрации концентрировались в Маниле и провинциальных центрах. Монашеские ордена являлись крупнейшими землевладельцами, они доминировали в галионной торговле, сбыте сельскохозяйственной продукции и экономике колонии в целом. В середине XVIII века в приходах августинцев проживало 400 тыс. прихожан, в приходах францисканцев и доминиканцев — по 100 тыс. прихожан, за ними следовали приходы иезуитов и риколетов (в приходах обоих орденов проживало около 100 тыс. прихожан).
Кроме управления старыми приходами монахи отвечали и за основание новых духовных миссий. Христианизацией населения северного Минданао занимались иезуиты и риколеты, населения северного Лусона — доминиканцы. В XVII веке доминиканцы обратили в католичество жителей северных областей Пангасинана, предгорий восточного Илокоса и долины реки Кагаян. Однако военные экспедиции и миссионерская деятельность в труднодоступных горных районах Лусона, населённых игоротами, оказались малоуспешными. В 1670-х годах испанцы создали буферную зону между равнинными и горными районами, которая защищала христианизированное население от набегов воинственных горцев (язычники-игороты исторически враждебно относились к жителям равнин, которые в прошлом вытеснили их в изолированные области).
В 1718 году по настоянию иезуитов испанцы восстановили форт в Замбоанге, а также отстроили крепость Лабо на Палаване, что привело к возобновлению столкновений с моро. В ответ на нарушение перемирия отряды Магинданао и Сулу вплоть до 1760-х годов постоянно совершали рейды против испанцев, безуспешно пытаясь вытеснить их с полуострова Замбоанга. В то же время все попытки испанцев проникнуть во внутренние районы Минданао или захватить Сулу также заканчивались неудачей.
Замбоанга
В 1745 и 1751 годах в ответ на захват монахами сельскохозяйственных земель ряд стихийных крестьянских бунтов вспыхивал в тагальских районах Лусона. С 1744 до конца 1820-х годов продолжалось крупное восстание крестьян и значительной части знати на острове Бохоль, имевшее сектантско-синкретический окрас. Мятежники, выступавшие против католического духовенства (прежде всего против произвола иезуитов), организовали в горных районах фактически независимое государство, просуществовавшее более 80 лет. К 1760-м годам численность восставших висайя достигала нескольких десятков тысяч человек, но затем в их лагере наступил раскол и движение пошло на убыль.
Осенью 1762 года, в ходе Семилетней войны, англичане захватили Манилу, но не смогли значительно продвинуться за пределы столицы. В 1764 году британцы вернули испанцам контроль над городом, а в 1765 году завершили вывод своих войск с Филиппин. Во время британского вторжения вспыхнули масштабные крестьянские волнения и мятежи в Пангасинане, Кагаяне, Илокосе и прилегающих районах северного Лусона. Кроме вторжения в испанские владения англичане установили союзные отношения с Сулу, добившись от султана территориальных уступок на северном Калимантане и юге Палавана. В 1768 году с Филиппин был изгнан орден иезуитов, рьяно выступавший против церковных реформ и допуска филиппинцев в среду духовенства, после чего оставшиеся вакантными приходы в большинстве своём достались священникам-филиппинцам.
Массовая христианизация способствовала культурному сближению прибрежных народов. Среди них выделялась зажиточная и привилегированная прослойка — принсипалия, появившаяся в результате превращения бывших дато и «благородных» в старост барангаев. Испанцы составляли замкнутую группу, которая стояла над всей массой индио (коренного населения малайского происхождения). В отличие от американских колоний, на Филиппинах прослойка метисов испанского происхождения была крайне малочисленной. Со второй половины XVIII века началось смешение с китайцами, существенно повлиявшее на этнический состав филиппинцев.
В результате трансформации ортодоксального вероучения на Филиппинах сложился свой «народный католицизм» с сильным языческим влиянием. Филиппинцы усваивали и модифицировали те католические обряды и догматы, которые были близки местным традициям и психологии. При этом крестьяне и значительная часть горожан сохраняли пережитки племенных верований, культов и суеверий (особенно культа предков и веры в духов, чудеса которых теперь стали приписывать католическим святым).
Наряду с христианизацией шёл процесс испанизации различных сфер культуры и искусства филиппинских народов. Монахи, боровшиеся с языческими пережитками, уничтожили почти все письменные памятники филиппинцев, которые со временем утратили свои алфавиты. Католическое духовенство сохраняло монополию на образование местных священнослужителей, чиновников и детей принсипалес, строя монастырские школы, духовные семинарии и коллегии (преподавание в них велось исключительно на испанском языке). Но в основанный доминиканцами университет Санто-Томас филиппинцы не допускались.
В первой четверти XIX века на Филиппины в значительном числе начали переселяться китайцы, преимущественно выходцы из Гуандуна, Фуцзяни, Тайваня, Хайнаня и Гуанси. Новоприбывшие сильно отличались от китайских метисов, принявших католицизм, и изначально находились в меньшинстве (в начале XIX века на Филиппинах проживало 7 тыс. китайцев и около 120 тыс. метисов). Хуацяо предпочитали селиться в своих этнических кварталах, они посещали свои клановые храмы, общались преимущественно внутри своей диалектной группы, работали на предприятиях своих земляков, в то время как метисы были широко интегрированы в филиппинское общество.
Широкий размах получили крестьянские волнения илоков (1807, 1811, 1814—1815 года), вызванные захватом земель местными помещиками и гнётом правительственных монополий. Некоторые восстания принимали форму христианского сектантства. В 1829 году испанцы подавили последние очаги сопротивления крестьян-висайя на Бохоле.
В 1834 году испанские власти открыли для свободной торговли порт Манилы, после чего в столице появились крупные общины британских и американских предпринимателей, в значительной мере потеснивших испанских купцов (в 1855 году были открыты порт Суал в Пангасинане, порты Илоило и Замбоанга, в 1860 году — порт Себу). С развитием производства экспортных культур (сахарный тростник, абака, индиго, табак и кофе) всё больше филиппинских крестьян переселялось из отсталых окраин в районы плантационного хозяйства — в центральный и южный Лусон, на острова Панай, Негрос, Самар и Лейте. В сельском хозяйстве и ремесленном производстве сбыт продукции находился в руках посредников и скупщиков-оптовиков (среди них доминировали хуацяо и метисы китайского происхождения).
Среди филиппинских помещиков и плантаторов выделялись метисы испанского и китайского (санглей) происхождения, чьи земельные участки концентрировались вокруг Манилы и других открытых портов. Во второй половине XIX века на Филиппинах начался бурный рост городов, где формировались торговая буржуазия, интеллигенция и пролетариат. Среди крупной городской буржуазии преобладали метисы китайского происхождения, вышедшие из среды купцов, посредников и ростовщиков. Они подвергались значительно меньшей дискриминации со стороны испанских властей, нежели чистокровные китайцы, тесно сотрудничали с британскими и американскими компаниями, и даже конкурировали на внутреннем рынке с капиталом хуацяо. Со временем в среде китайских метисов появились владельцы банков, пароходных компаний, торговых домов, экспортировавших филиппинские товары.
В городах, несмотря на подавляющее преобладание китайского и метисского капитала, среди наёмных рабочих, мелких торговцев и ремесленников имелась и значительная прослойка филиппинцев. Особенно много в городах оседало бывших крестьян, потерявших свои земельные наделы. Массовым явлением стали миграции сезонных рабочих, направлявшихся в отдалённые города, на плантации и лесозаготовки. Эти миграции подрывали патриархальность сельских общин и увеличивали социальную мобильность крестьян.
В начале 1840 года среди тагалов Южного Лусона (территория современной провинции Кесон) было создано братство Святого Иосифа, куда принимались только филиппинцы. Вскоре влияние организации распространилось на тагалов Манилы и соседних районов, что привело к вооружённому восстанию против францисканцев. После подавления мятежа (1842) остатки сектантов бежали в горы, где создали общину «Новый Иерусалим». В ответ на массовые репрессии в начале 1843 года вспыхнул военный мятеж тагалов и метисов, которые сочувствовали сектантам. В 1863 году власти разрешили филиппинским метисам обучаться в университетах, а также приняли закон о всеобщем начальном образовании. Общие религия, культура и образование способствовали появлению у христианских народов интеллигенции, выступавшей за общефилиппинское единство (немногочисленная прослойка образованных филиппинцев формировалась преимущественно из принсипалии и духовенства).
В конце 1830-х годов испанцы подписали мирный договор с султаном Сулу, в 1842 году построили форт на острове Басилан, защищавший Замбоангу от нападений воинственных самалов, издавна промышлявших пиратством. В 1846 году султан Магинданао уступил испанцам обширную территорию в районе залива Давао, но из-за сопротивления местных племён они смогли занять лишь прибрежные земли. В 1848 году испанский флот сломил отчаянное сопротивление племён самалов и захватил острова Балангинги, находившиеся в вассальной зависимости от султаната Сулу. Карательные отряды истребили почти всё население островов, сожгли все селения и крепости самалов, а оставшихся женщин и детей выселили на северный Лусон, в долину реки Кагаян.
В начале 1851 года испанский флот, базировавшийся в Замбоанге, начал боевые действия против султаната Сулу и вскоре разрушил город Холо. Султанат перешёл под протекторат Испании и уступил колонизаторам остров Басилан. В 1861 году обедневший султан Магинданао, находившийся в состоянии войны с султаном соседнего Буайана, позволил испанцам занять Котабато и вскоре превратился в их вассала.
В 1876 году началась военная кампания испанцев против нового султана Сулу, которая сопровождалась массированной религиозной пропагандой католических монахов и разжиганием враждебности филиппинцев-христиан к моро. Экспедиция сравнительно легко захватила столицу султаната, но столкнулась с отчаянным партизанским сопротивлением в глубинных районах острова Холо. С помощью тотального уничтожения поселений и поголовного истребления мусульман испанцы и подчинённые им отряды филиппинцев в июле 1878 года добились капитуляции султана, которая положила конец независимости моро. В 1885 году был подписан договор, по которому Англия и Германия признали испанский суверенитет над архипелагом Сулу и островом Палаван, а Испания отказалась от своих притязаний на Сабах и Сандакан, ранее принадлежавшие султанату Сулу.
В 1870-х годах султанат Магинданао пришёл в полный упадок, распавшись на мелкие княжества. Центром сопротивления испанской агрессии стал соседний султанат Буайан, создавший крупную федерацию племён моро. В 1886—1887 годах испанцы с большим трудом овладели столицей Буайана, вытеснив султана и верные ему отряды во внутренние области Минданао, а затем, склонив на свою сторону местных дато, вынудили султана заключить мирный договор и признать суверенитет Испании. Несмотря на поражение, султан Буайана сумел сохранить внутреннюю автономию, подчинил непокорных вождей и к началу XX века даже расширил границы султаната.
В 1888—1891 годах испанцы вели военные действия против моро, которые контролировали территорию между озером Ланао и портом Малабанг (маранао проживали в глубинных районах вокруг озера, а ирануны — в приморских районах). В результате активной партизанской тактики мусульман испанцы к 1891 году смогли закрепиться лишь на побережье в Малабанге и были вынуждены приостановить наступление. В 1894—1896 годах война с маранао возобновилась, но вновь не принесла испанцам существенных результатов.
К концу XIX века между колониальным режимом и филиппинским обществом сложились заметные противоречия. Китайские метисы, занимавшие ведущие позиции в экономике Филиппин, а также богатые помещики из числа тагалов, висайя и илоков тем не менее были полностью лишены гражданских прав, подвергались политической дискриминации и терпели судебный произвол со стороны испанских властей. Оппозиционные настроения имелись среди филиппинского духовенства, которое формировалось главным образом из среды местной знати и было недовольно привилегированным положением испанских монахов. Некоторое недовольство выказывали даже помещики, чиновники и офицеры из числа испанских креолов (уроженцев колонии) и метисов, находившихся на более низкой ступени, нежели испанцы из метрополии.
Филиппинские метисы
Тагалы в социально-экономической области опережали другие коренные народы Филиппин, а тагальская интеллигенция играла ведущую роль в процессе национально-культурного объединения филиппинского общества. Летом 1892 года была создана тайная тагальская организация Катипунан, ставившая своей целью изгнание испанцев с Филиппин. Именно катипунерос в августе 1896 года подняли восстание в окрестностях Манилы, а также в провинциях Кавите и Нуэва-Эсиха, переросшее в революцию.
С началом Филиппинской революции (1896—1898) испанские власти перебросили основные военные силы с Минданао в Манилу, так и не завершив покорение моро. Однако дезертирство солдат и офицеров из числа филиппинцев приобрело массовый характер, что значительно ослабило колониальную армию и укрепило ряды повстанцев. К концу 1896 года из тагальских районов центрального и юго-западного Лусона восстание распространилось на районы проживания самбалов, пангасинанов и илоков (северо-западный Лусон), а также на Миндоро, Панай и северный Минданао. Численность испанской армии выросла с 6 тыс. летом 1896 года до 25 тыс. в начале 1897 года. В ходе революции среди илоков и части тагалов возросло влияние Грегорио Аглипая, который вскоре основал Независимую филиппинскую церковь.

### Американский период
В июне 1898 году была провозглашена независимость Филиппин от Испании, революционное правительство возглавил тагало-китайский метис Эмилио Агинальдо. Однако вскоре в результате Испано-американской (1898) и Филиппино-американской войн (1899—1902) страна попала под власть США. В августе 1898 года американцы заняли Манилу, не допустив революционные войска в столицу, а в декабре 1898 года филиппинские отряды взяли последний испанский оплот — город Илоило на острове Панай.
Все попытки новых филиппинских властей установить союзнические отношения с мусульманским Югом не увенчались успехом. Моро Сулу и Минданао враждебно относились к христианам и считали себя частью мусульманского мира Юго-Восточной Азии, а не филиппинцами. Осенью 1898 года войска Буайана вели бои с революционной армией, которая пыталась установить контроль над Замбоангой. Также моро убивали любых представителей новых властей, которые прибывали на Минданао с поручениями от Агинальдо.
На Лусоне и Висайях всё филиппинское духовенство перешло под начало Аглипая. Испанский архиепископ и руководители монашеских орденов укрылись в Маниле под защитой американцев. В провинциях большинство испанских монахов были убиты или арестованы, лишь некоторые смогли бежать из страны. Все поместья и земли, принадлежавшие орденам, были захвачены крестьянами.
В декабре 1898 года был подписан мирный договор, по которому Испания уступила Филиппины Соединённым Штатам. В мае 1899 года американцы оккупировали столицу султаната Сулу, осенью того же года разбили филиппинскую армию, остатки которой перешли к партизанской войне на севере Лусона. В ноябре 1899 года американская эскадра вошла в Замбоангу, в декабре 1899 года сухопутные силы заняли Котабато, нигде не встречая значительного сопротивления со стороны моро. В начале 1901 года американцы аннексировали весь архипелаг, территория которого была разделена на 34 провинции (особое административное управление вводилось в районах, населённых мусульманами и горцами-анимистами). С приходом американцев на Филиппинах стал активно распространяться протестантизм.
Американцы, в отличие от испанцев, широко привлекали лояльные круги филиппинской верхушки к работе в колониальной администрации. Кроме того, они отделили католическую церковь от государства, секуляризировали образование и с 1901 года ввели бесплатное начальное образование, которое велось на английском языке. С первых лет своего правления американцы начали формировать местную элиту, прошедшую образование в США. В 1907 году была создана Партия националистов, надолго ставшая самой массовой и влиятельной политической силой страны. Её руководство возглавил Серхио Осменья — выходец из богатой метисской (висайя-китайской) семьи с Себу.
С 1902 года на Минданао и Сулу стали происходить регулярные вооружённые столкновения моро с американскими войсками. Во главе сопротивления стояли мелкие дато и священнослужители, в то время как султаны и крупная феодальная знать не принимали участия в борьбе. Карательные экспедиции с большим числом жертв чередовались уступками феодальной знати и мусульманскому духовенству. В 1907 году было окончательно подавлено партизанское движение, действовавшее в тагальских районах центрального Лусона с 1902 года. В 1913 году американцы отменили военный режим и упразднили «Провинцию моро», передав мусульманские территории под контроль гражданской администрации. Как и на христианском севере, к руководству семи новых мусульманских провинций была допущена местная знать и лояльное духовенство.
В 1914 году была основана Церковь Христа, быстро набравшая сторонников среди филиппинцев. В 1915 году был ликвидирован султанат Сулу, что знаменовало собой «окончательное замирение» моро. Американцы стали назначать на различные посты в мусульманских провинциях также филиппинцев-христиан, что каждый раз вызывало гневную реакцию со стороны знати моро. Согласно переписи 1918 года на Филиппинах проживало 3,9 млн человек, в том числе более 400 тыс. моро, свыше 80 % самодеятельного населения было занято в сельском хозяйстве. Среди крестьян преобладали религиозно-мистические, сектантские и монархические идеи, крестьянские союзы часто имели характер тайных обществ масонского типа, которые в ответ на притеснения со стороны помещиков нередко прибегали к стихийным вооружённым бунтам.
В 1924 году Партию националистов возглавил испанский метис Мануэль Кесон, который противостоял могущественной группе сторонников Осменья. Под влиянием партии находились крупная буржуазия и помещики, значительная часть среднего класса и интеллигенции.
В начале 1931 года под руководством секты колорумов (кулорумов), возникшей на Лусоне, произошло крупное крестьянское восстание илоков и пангасинанов. Осенью 1935 года состоялись выборы, по итогам которых Кесон стал президентом Филиппин, а Осменья — вице-президентом (их противниками были Агинальдо и Аглипай). США ввели относительно Филиппин режим автономии, позволив Кесону создать национальное правительство и регулярную армию, которые, однако, действовали под контролем американцев.
В период автономии (1935—1941) на Филиппинах возникли первые местные монополии, тесно связанные с американским и японским капиталом. На торгово-посреднических операциях сколотили свои состояния богатейшие династии страны — Сориано (испанцы), Элисальде (испанцы), Мадригаль (испанские метисы), Янгко (китайцы) и Мапа. Крупная буржуазия оказывала влияние на правительство страны и распределение государственных средств, а также лоббировала своих представителей на высшие административные посты. В конце 1930-х годов власти приняли ряд законов, направленных против засилья китайцев в розничной торговле.
Курс правительства на ассимиляцию всех народностей и этнических групп привёл к обострению национального вопроса. По конституции 1935 года общенациональным языком был провозглашён тагальский; власти проводили политику дискриминации в отношении нехристианских меньшинств — горных племён, моро и китайцев, политические права которых повсеместно ущемлялись. Районы, населённые национальными меньшинствами, сохраняли свою экономическую отсталость. Широкое распространение получила практика захвата переселенцами-христианами земель, принадлежавших мусульманам и горным племенам. Кроме того, правительство Кесона разжигало расовую и религиозную рознь, культивируя шовинизм у христианского большинства.
Росло недовольство моро, которые традиционно враждебно относились к христианам. Особенно подогревало антагонизм мусульман увеличение миграции в южные районы с Висайских островов и Лусона, что сопровождалось захватом лучших земель, ранее принадлежавших моро. Между двумя мировыми войнами (1920—1930-е года) число переселенцев составило около 250 тыс. человек (большая часть их осела на северном и восточном Минданао). Филиппинские власти поощряли мигрантов, желая таким образом решить проблемы аграрного перенаселения и безработицы на севере архипелага. Политика Кесона в отношении моро была менее гибкой, чем прежняя американская: были ликвидированы привилегии знати Сулу и Минданао, ранее сохранённые американцами, почти все важные посты в мусульманских провинциях заняли чиновники-христиане.
В декабре 1941 года японские войска вторглись на Филиппины и к осени 1942 года заняли весь архипелаг. На сотрудничество с оккупантами пошла значительная часть филиппинских политиков, чиновников, буржуазии и духовенства. Костяк местных партизан (отряды Хукбалахап), действовавших в центральном Лусоне, составляли коммунисты, аглипаянцы и этнические китайцы. На юге архипелага часть моро поддерживала филиппино-американские отряды партизан, но другая часть воевала против них на стороне японцев.
В октябре 1944 года американские войска высадились на Лейте и начали широкое наступление, в феврале 1945 года они заняли Манилу и летом того же года разбили остававшиеся на Лусоне разрозненные отряды японцев. Всего в годы японской оккупации в боях и плену погибло около 120 тыс. филиппинцев, без крова остались 2 млн жителей, многие города и предприятия лежали в руинах.

### Период независимости
Суверенитет Филиппин был восстановлен в июле 1946 года. Одним из первых законодательных актов тагальский язык был объявлен государственным (в немалой степени этому способствовало то, что тагальская буржуазия и интеллигенция являлись наиболее многочисленными и влиятельными в стране). После Второй мировой войны ещё больше филиппинцев из христианских провинций стало переселяться на северный и восточный Минданао (к концу 1970-х годов число мигрантов превысило 5 млн человек).
В 1948—1953 годах в горных районах центрального Лусона, населённых тагалами и пампанганами, случилось крупное крестьянское восстание, поднятое левыми силами. В начале 1950-х годов в противовес старой торгово-посреднической буржуазии, которая ориентировалась на связи с американским капиталом, в стране выделились семьи новых промышленников и финансистов (Аранета, Пуйят, Марсело). Среди богатейших династий Филиппин продолжали доминировать испанские и китайские метисы.
С начала 1960-х годов в стране активно разрабатывались проекты создания на базе тагальского единого языка пилипино (филиппино). В 1965—1986 годах пост президента Филиппин занимал выходец из зажиточной илокской семьи Фердинанд Маркос, победивший на выборах от Партии националистов и опиравшийся на новую национальную буржуазию и армейские круги. При нём огромным влиянием пользовалась его жена Имельда Маркос и её родственники (происходили из знатной семьи испанских метисов с Лейте).
По состоянию на 1966 год висайя насчитывали около 15 млн человек (около 47 % общей численности населения Филиппин), тагалы — около 7 млн (около 22 %), илоки — около 4 млн (более 12 %), биколы — до 3 млн (около 10 %), пангасинаны — около 1 млн, пампанганы — до 1 млн, магинданао — до 500 тыс., маранао — до 250 тыс., самбалы — менее 200 тыс., сулу-самаль — около 150 тыс., ифугао, бонтоки и канканаи — около 100 тыс., яканы — до 100 тыс., набалои — около 80 тыс., калинги — до 60 тыс., аэта — более 50 тыс. человек, палаваны — до 50 тыс., апайо и мангианы — до 30 тыс., тингианы и гадданы — до 20 тыс., иватаны — около 15 тыс., ата и мангуанганы — до 10 тыс..
С 1968 года в провинции Котабато активизировались вооружённые столкновения между мусульманским и христианским населением, вызванные захватом земель переселенцами. Сохранение социально-экономической отсталости мусульманского Юга и дискриминация властями этно-религиозных меньшинств способствовали укреплению обособленности моро. Государственные проекты освоения Минданао приводили к росту миграции и увеличению масштабов отторжения земель, принадлежавших мусульманам. В итоге в начале 1970-х годов на Минданао развернулось мощное повстанческое движение моро.
В условиях изоляции развитие национального самосознания у мусульманского населения происходило отдельно от процесса общефилиппинской консолидации. Оно вылилось в усиление национализма моро и привело к возникновению реформаторских течений в исламе. Если лидеры и идеологи первых мусульманских организаций занимали умеренную позицию, требуя от христианского центра социально-экономического развития, автономного управления и ликвидации политической дискриминации, то с середины 1960-х годов среди молодого поколения мусульманских националистов возникло радикальное течение, выступавшее за вооружённые методы борьбы и сепаратизм.
В 1968 году было создано «Движение за независимость мусульман» (с 1970 года — «Движение за независимость Минданао»), развернувшее борьбу в Котабато и Южном Ланао. В 1969 году был основан «Национально-освободительный фронт моро», возглавивший восстание 1972—1974 годов. Также в конце 1960 — начале 1970-х годов на Минданао появились многочисленные экстремистские группировки и вооружённые банды, нападавшие на своих противников из числа христиан или мусульман. Таким образом, с начала 1970-х годов «мусульманский вопрос» приобрёл для правительства Маркоса и силовых органов статус наиболее острой политической проблемы Филиппин.
В 1976 году правительство Маркоса заключило перемирие с «Национально-освободительным фронтом моро», в результате чего 16 тыс. повстанцев сложили оружие. Однако план создания автономной области моро так и не был реализован, из-за чего с лета 1977 года вооружённые столкновения между мусульманскими партизанами и армией возобновились. В 1986 году Маркос был смещён и новым президентом страны стала Корасон Акино, происходившая из влиятельного клана китайских метисов Кохуангко (в 2010 году пост президента Филиппин занял её сын Бенигно Акино III). Именно при Корасон Акино была образована мусульманская автономия, что частично ослабило конфликт с моро. Большую роль в «первой» (1986) и «второй» (2001) революциях сыграл архиепископ Манилы Хайме Син (выходец из богатой семьи китайских метисов).
В 2016 году президентом Филиппин стал выходец из числа висайских переселенцев Минданао Родриго Дутерте, который в бытность мэром Давао сделал своими заместителями представителей народов моро и манобо. В ходе избирательной кампании и после избрания Дутерте неоднократно вступал в конфликт с влиятельной в стране католической церковью.

## Расселение и миграции
Около 90 % населения Филиппин сосредоточено на 11 крупнейших островах архипелага: Лусоне, Минданао, Самаре, Негросе, Палаване, Панае, Миндоро, Лейте, Себу, Бохоле и Масбате. Наиболее населённой частью страны является Лусон, основная часть населения которого сосредоточена в Столичном регионе, на Илокосском побережье и Центральной равнине, в холмистых районах к югу и востоку от Манилы (провинции Кавите и Рисаль). Густо заселены также узкие прибрежные равнины островов Себу, Лейте и Бохоль, северо-запад Негроса и юго-восток Паная. В обширных внутренних гористых районах плотность в десять раз меньше, чем на прибрежных равнинах.
Наблюдается значительная миграция из густонаселённых районов Филиппин (северо-западный Лусон, острова Панай, Себу, Лейте и Бохоль) в долину Кагаян, на острова Миндоро, Масбате, Палаван и Минданао. Висайя мигрируют с Висайских островов на соседние острова, где расселяются по прибрежным районам и долинам рек. Особенно много их на Минданао, где численность висайя к концу 1970-х годов почти сравнялась с численностью коренных жителей, а также на Палаване и архипелаге Сулу.
В зоне расселения тагалов наблюдается сильное аграрное перенаселение, поэтому они, как и висайя, мигрируют на другие острова архипелага (с центральных районов Лусона основные потоки следуют на Миндоро, Палаван и в северные районы Минданао). Малоземелье вынуждает переселяться на южные острова Филиппин и илоков. До конца XIX века они занимали только северо-западное побережье Лусона (современный регион Илокос), но в течение первой половины XX века значительно расширили свою этническую территорию, оттеснив к югу соседние народы (пампанганов, пангасинанов, самбалов и ибанагов). Из всех народов Филиппинского архипелага именно илоки отличаются наибольшей подвижностью. Широкий размах имеет переселение из сельской местности в города, особенно в Столичный регион (Метро-Манилу).

## Основные этно-религиозные группы
Согласно переписи 2000 года крупнейшими народами и этно-лингвистическими группами Филиппин являлись тагалы (28,1 %), себуанцы (13,1 %), илоки (9,1 %), висайя (7,6 %), хилигайноны (7,5 %), биколы (6 %) и варайцы (3,3 %). Мировая этнография относит себуанцев, хилигайнонов и варайцев к числу этно-лингвистических групп в составе висайя, однако филиппинская перепись 2000 года определила их отдельными этносами. Некорректное с точки зрения этнографии разделение висайя на несколько языковых групп свидетельствует о лоббировании властями интересов тагалов, ставших, таким образом, крупнейшим народом страны. Согласно той же переписи 81 % населения Филиппин составляли католики, 5 % — мусульмане, 2,8 % — евангельские христиане, 2,3 % — приверженцы Церкви Христа, 2 % — аглипаянцы, 0,8 % — адвентисты седьмого дня, 0,5 % — приверженцы Объединенной церкви Христа на Филиппинах, 0,5 % — Свидетели Иеговы, 5 % — другие.
Коренными народами Филиппин считаются две группы народов и племён, объединённых под общими названиями горные народы и аэта. Согласно различным оценкам, они составляют от 10 до 20 % всего населения Филиппин. Закон, известный как Indigenous Peoples’ Rights Act и призванный защищать права коренных меньшинств, был принят в 1997 году. Несмотря на это, коренные народы страны не имеют полноценного доступа к базовому социальному обеспечению, они относятся к числу наименее образованных филиппинцев и имеют наименьшее представительство в органах власти.
В городах страны имеется прослойка метисов, рождённых филиппинскими женщинами от американских солдат и секс-туристов из США, Западной Европы, Австралии и Японии.

### Прибрежные христианские народы
Во второй половине I тысячелетия, когда Филиппины попали под влияние суматранского государства Шривиджая, на архипелаге осела крупная волна новых переселенцев. Этот миграционный поток продолжался вплоть до конца XIII века. Именно на этот период пришлось начало формирования крупнейших народов архипелага, которые сегодня населяют прибрежные низменности и речные долины.
В XIV—XV веках на Филиппинах осела вторая, менее масштабная волна переселенцев из Индонезии. Отдельные группы мигрантов прибывали из Индонезии на Филиппины и в последующие века. В результате этих миграций и ассимиляций прибрежные христианские народы являются преимущественно потомками поздних переселенцев с Индонезийского архипелага. В их материальной и духовной культуре имеется много общего с народами Индонезии (особенно Калимантана, Сулавеси и Молуккских островов).
Большинство современных христианских прибрежных народов довольно крупные по своей численности. По состоянию на конец 1970-х годов в число крупнейших входили висайя (20 млн, 43,1 % всего населения), тагалы (10,3 млн, 22,3 %), илоки (5,3 млн, 11,5 %) и биколы (3,2 млн, 6,9 %). За ними следовали пампанганы (1,4 млн), пангасинаны (1,35 млн), ибанаги (500 тыс.) и самбалы (150 тыс.). Тагалы, висайя, илоки и отчасти биколы являются наиболее развитыми в экономическом отношении этносами страны. Они вытесняют в глубь островов и ассимилируют все другие народы Филиппин, за исключением моро. Длительный период христианизации в значительной мере сгладил этнические особенности прибрежных народов архипелага, однако среди висайа сохраняется деление на региональные этно-лингвистические группы, каждая из которых говорит на своём диалекте, имеет своё самоназвание и этнографические отличия. Среди значительной части филиппинцев, которые формально считаются христианами, имеются приверженцы различных традиционных верований и синкретических культов. Например, среди многих католиков и протестантов распространена вера в духов, висайя делают подношения предкам и имеют в домах алтари с языческими атрибутами.

### Народы моро
Мусульманские народы южных Филиппин обозначаются общим названием моро, что по-испански значит «мавры». Так испанцы издревле называли своих противников — мусульман Северной Африки, а позже — и других мусульман, которых они встречали в разных частях мира. Моро почти не подвержены ассимиляции со стороны многочисленных христианских мигрантов, переселяющихся на южные острова. По состоянию на конец 1970-х годов в число крупнейших народов моро входили магинданао (600 тыс.), таусоги (550 тыс.), иланумы (450 тыс.), маранао (240 тыс.), сулу-самаль (200 тыс.) и яканы (100 тыс.). Кроме того, в южной части Филиппинского архипелага проживали баджао (18 тыс.), сангилы (10 тыс.), мембуганоны и джама-мапуны (хамамапуны).
Моро образовались в результате смешения коренного населения Минданао и Сулу, принявшего ислам в XV—XVI веках, с более поздними мигрантами из Индонезии. До конца XIX века моро составляли абсолютное большинство населения этого изолированного региона. Лишь в восточной части Минданао жили немногочисленные горные племена, исповедовавшие традиционные культы, а на побережье имелись небольшие поселения китайских и арабских купцов. Власть испанцев здесь была номинальной, связь с соседними северными островами почти отсутствовала.
Моро отличаются от христианских народов севера не только в религиозном, но и в культурном плане, так как их формирование проходило в условиях определённой обособленности от остального населения архипелага. К началу 1980-х годов, в связи с притоком христиан с северных островов, а также с иммиграцией мусульман из соседних районов Индонезии, моро потеряли численное преобладание в большинстве южных провинций. Народы моро, кроме своих родных языков, в той или иной степени знают тагальский и английский языки, значительно реже — один из диалектов висайского языка. Кроме того, в школах для моро введено преподавание арабского языка. Значительная часть моро не считает себя филиппинцами, среди них имеет место сепаратизм, обусловленный политическими и экономическими причинами.
Среди моро распространён суннизм шафиитского мазхаба. На юге Филиппин ислам тесно переплетается с древними обычаями, широко распространены вера в злых духов и культ предков. Часть моро считаются мусульманами лишь номинально (особенно баджао, тагбануа и некоторые горные племена Минданао). Большим авторитетом среди моро пользуются местные вожди, являющиеся и духовными главами общины (дато). Многожёнство практикуется преимущественно среди зажиточных мусульман, довольно часто мусульмане берут в жёны христианок. В городах проживают и другие мусульмане, не относящиеся к филиппинским моро — малайцы, индонезийцы, арабы и индийцы. Небольшие группы мусульман встречаются среди висайя и тагалов, а также среди горных народов Минданао и Палавана, которые проживают по соседству с моро.

### Горные народы
Заселение Филиппинского архипелага австронезийскими народами началось в V—IV тысячелетиях до нашей эры. Потомки этих ранних мигрантов, которых более поздние пришельцы оттеснили во внутренние районы, образовали большинство горных народов северного и центрального Лусона, Миндоро, Палавана, центрального Минданао, Паная, Негроса, Каламианских островов, Батана, Бабуяна и некоторых других островов (крупнейшие ареалы расселения горных народов сохранились во внутренних гористых областях Лусона и Минданао, но большинство из этих народов относительно небольшие или представляют собой союзы мелких племён).
Горные народы северного Лусона известны под общим названием игороты, центрального Минданао — лумады, центральных районов Миндоро — мангианы. По состоянию на конец 1970-х годов на Филиппинах насчитывалось более 60 горных народов, в число крупнейших входили билааны (160 тыс.), субаноны (130 тыс.), бонтоки (120 тыс.), ифугао (110 тыс.), канканаи (110 тыс.), букидноны (100 тыс.) и набалои (100 тыс.). За ними следовали калинги (70 тыс.), манобо (70 тыс.), багобо и гиангга (70 ты.), тирураи и тагабили (50 тыс.), апайо (45 тыс.), палаваны и пиналаваны (45 тыс.), мандайя (35 тыс.), гадданы (22 тыс.), йогады (18 тыс.), иватаны (17 тыс.), исинаи (17 тыс.), тагакаоло (16 тыс.), мангианы (10 тыс.), тингианы (10 тыс.), куйононы (8 тыс.), агутайаны (8 тыс.), тагбануа (6 тыс.), илонготы (5 тыс.), а также тасадай-манубе, камайо, тболи, таотбато, ата, мангуанганы, куламаны, исамалитави, каламианы, мамануа, магахаты, асутайноны и другие народы, племена и племенные группы.
У мамануа, илонготов, гадданов и части калингов наряду с монголоидными сохранились и веддоидные черты. В период испанского владычества колонизаторы не смогли установить над горными районами эффективного контроля, в результате чего местные народы и племена не были обращены в католичество и в значительной мере сохранили структуру традиционного общества, свои древние обычаи и верования. Хотя официальная статистика относит горцев к католикам и протестантам, большинство горных народов параллельно исповедует традиционные верования. Особенно они поклоняются предкам и различным духам природы (покровителям материнства, земледелия, урожая и дождя, исцелителям от болезней). Жрецами чаще всего выступают старейшины или наиболее уважаемые представители социальной верхушки племени.

### Аэта
Группы негритосов австралоидного антропологического типа сохранились в наиболее труднодоступных горных и лесных районах Филиппинского архипелага (преимущественно на Лусоне, а также на островах Миндоро, Палаван, Панай и Негрос). Известные как аэта или негрито, эти племена являются остатками древнейшего населения страны и крупнейшей негритосской группой в Азии.
По состоянию на конец 1970-х годов аэта насчитывали 70 тыс. человек. В число крупнейших племён аэта входили ата (ати), баттаки, мамануа, думагаты и палананы. В связи с постепенной ассимиляцией аэта соседними народами и тяжёлыми условиями жизни, приводящими к высокой смертности, численность негритосского населения архипелага сокращается. Большинство аэта подверглись заметному смешению со стороны горных и равнинных народов Филиппин, они утратили свои исконные языки и разговаривают на языках соседей (наиболее значительные группы аэта говорят на самбальском, тагальском и пангасинанском языках).
Аэта значительно отличаются от других народов Филиппин в социально-экономическом отношении. Они живут примитивной охотой, рыбной ловлей и собирательством, ведут кочевой образ жизни и не имеют постоянных жилищ. Лишь во второй половине XX века некоторые племена аэта стали переходить на оседлый образ жизни и заниматься земледелием. Аэта, обитающие в труднодоступных лесах, придерживаются анимизма, среди оседлых аборигенов встречаются католики, протестанты и мусульмане. На начало XXI века на Филиппинах насчитывалось около 40 тыс. аэта.

## Лусон и прилегающие острова

### Регион Илокос
По состоянию на 2010 год в регионе Илокос проживало 4,748 млн человек, в том числе в Пангасинане — 2,78 млн, в Ла-Унион — 742 тыс., в Южном Илокосе — 658 тыс., в Северном Илокосе — 568 тыс..
Согласно переписи 2000 года 47,6 % населения провинции Пангасинан составляли пангасинаны (пангалатоки), 44,2 % — илоки, 3,8 % — тагалы, 2 % — самбалы (болинао), 2,4 % — другие; 92,2 % населения провинции Ла-Унион составляли илоки, 2,8 % — канканаи (канканей), 2,6 % — тагалы, 0,9 % — пангасинаны, 1,5 % — другие; 92,9 % населения провинции Южный Илокос составляли илоки, 2,9 % — канканаи, 0,9 % — тингианы (итнеги), 0,6 % — тагалы, 2,7 % — другие; 96,6 % населения провинции Северный Илокос составляли илоки, 0,6 % — тагалы, 0,3 % — канканаи, 0,3 % — апайо, 2,2 % — другие.
| Этническая группа | Вероисповедание | Район расселения |
| ----------------- | --- | --- |
| Илоки             | Католики и протестанты (англикане) с элементами традиционных верований, часть — приверженцы синкретических церквей (прежде всего аглипаянства) | Составляют большинство населения региона Илокос (кроме провинции Пангасинан), сосредоточены вдоль морского побережья.         |
| Пангасинаны       | Католики с элементами традиционных верований, часть — приверженцы синкретических церквей (прежде всего аглипаянства)                           | Проживают в провинции Пангасинан и соседних районах.                                                                          |
| Тагалы            | Католики с элементами традиционных верований, небольшая часть — протестанты и приверженцы синкретических церквей                               | Проживают в городах и районах плантационного хозяйства.                                                                       |
| Канканаи          | Приверженцы традиционных верований, часть — протестанты и католики                                                                             | Проживают на стыке границ провинций Южный Илокос, Ла-Унион, Бенгет и Горной провинции.                                        |
| Самбалы           | Католики с элементами традиционных верований                                                                                                   | Проживают в городах и районах плантационного хозяйства провинции Пангасинан (выделяется этно-лингвистическая группа болинао). |
| Тингианы          | Приверженцы традиционных верований, часть — протестанты и католики                                                                             | Проживают в северо-восточных районах провинции Южный Илокос.                                                                  |
| Апайо             | Приверженцы традиционных верований, часть — протестанты и католики                                                                             | Проживают в северо-восточных районах провинции Северный Илокос.                                                               |
| Аэта              | Приверженцы традиционных верований | Проживают в глубинных районах провинции Пангасинан.                                                                           |
| Китайцы           | Католики, часть — протестанты, буддисты, конфуцианцы и даосисты                                                                                | Проживают в Вигане, Сан-Фернандо и других городах региона.                                                                    |

### Кордильерский административный регион
По состоянию на 2010 год в Кордильерском административном регионе проживало 1,617 млн человек, в том числе в Бенгете — 404 тыс., в Багио — 319 тыс., в Абре — 235 тыс., в Калинге — 202 тыс., в Ифугао — 191 тыс., в Горной провинции — 154 тыс., в Апаяо — 113 тыс..
Согласно переписи 2000 года 42,9 % населения провинции Бенгет составляли канканаи (канканей), 29,2 % — набалои (ибалои, инибалои), 13,4 % — илоки, 3,7 % — икалаханы (калангуя, илануаны), 2,4 % — тагалы, 8,4 % — другие; 44,5 % населения города Багио составляли илоки, 20,4 % — тагалы, 11 % — канканаи, 4,8 % — пангасинаны (пангалатоки), 3,9 % — набалои, 15,4 % — другие; 71,9 % населения провинции Абра составляли илоки, 18,7 % — тингианы, 4,5 % — ибанаги, 0,4 % — тагалы, 4,5 % — другие; 64,4 % населения провинции Калинга составляли калинги, 24 % — илоки, 2,5 % — канканаи, 1,6 % — бонтоки (ибонтоки, бинонтоки), 1,3 % — тагалы, 1 % — аплаи (апплай), 5,2 % — другие; 67,9 % населения провинции Ифугао составляли ифугао, 13,7 % — илоки, 8,6 % — икалаханы, 6,2 % — аюнганы (аянганы), 0,6 % — канканаи, 3 % — другие; 52,1 % населения Горной провинции составляли канканаи, 13,6 % — балангао (баливоны), 12 % — бонтоки, 5 % — илоки, 2,1 % — аплаи, 1,8 % — калинги, 13,4 % — другие; 50,8 % населения провинции Апаяо составляли илоки, 33,4 % — апайо (иснаги, иснеги), 3,7 % — малауэги (итавиты), 3,1 % — калинги, 1,2 % — канканаи, 1 % — бонтоки, 1 % — набалои, 5,8 % — другие.
Согласно переписи 2000 года 65,8 % населения Кордильерского административного региона составляли католики, 8,8 % — евангельские христиане, 2,9 % — приверженцы Объединенной церкви Христа на Филиппинах, 2,2 % — приверженцы Церкви Христа, 1,5 % — Свидетели Иеговы, 0,8 % — аглипаянцы, 0,1 % — мусульмане, 17,9 % — другие.
| Этническая группа | Вероисповедание | Район расселения |
| ----------------- | --- | --- |
| Илоки             | Католики и протестанты (англикане) с элементами традиционных верований, часть — приверженцы синкретических церквей (прежде всего аглипаянства) | Проживают в городах и районах плантационного хозяйства по всему региону, составляют большинство населения в провинциях Абра и Апаяо.                       |
| Канканаи          | Приверженцы традиционных верований, часть — протестанты и католики                                                                             | Проживают на стыке границ Горной провинции, Бенгета и Южного Илокоса, а также в Багио и Калинге (выделяется этно-лингвистическая группа аплай или апплай). |
| Ифугао            | Приверженцы традиционных верований, часть — протестанты и католики                                                                             | Составляют большинство населения провинции Ифугао, также проживают в соседних районах (выделяется этно-лингвистическая группа аюнганов или аянганов).      |
| Бонтоки           | Приверженцы традиционных верований, часть — протестанты и католики                                                                             | Проживают в Горной провинции и соседних районах (выделяются этно-лингвистические группы балангао, бонток и ибонток).                                       |
| Калинги           | Приверженцы традиционных верований, часть — протестанты и католики                                                                             | Составляют большинство населения провинции Калинга, также проживают в соседних районах.                                                                    |
| Тагалы            | Католики с элементами традиционных верований, небольшая часть — протестанты и приверженцы синкретических церквей                               | Проживают в городах (особенно в Багио) и районах плантационного хозяйства.                                                                                 |
| Апайо             | Приверженцы традиционных верований, часть — протестанты и католики                                                                             | Проживают в провинции Апаяо и соседних районах. |
| Набалои           | Приверженцы традиционных верований, часть — протестанты и католики                                                                             | Проживают в юго-восточных районах провинции Бенгет, а также в Багио и соседних районах.                                                                    |
| Тингианы          | Приверженцы традиционных верований, часть — протестанты и католики                                                                             | Проживают в провинции Абра и соседних районах. |
| Икалаханы         | Приверженцы традиционных верований, часть — протестанты и католики                                                                             | Проживают в юго-восточных районах провинции Бенгет и южных районах провинции Ифугао.                                                                       |
| Пангасинаны       | Католики с элементами традиционных верований                                                                                                   | Проживают в Багио, а также в городах и районах плантационного хозяйства провинции Бенгет.                                                                  |
| Ибанаги           | Католики с элементами традиционных верований                                                                                                   | Проживают в городах и районах плантационного хозяйства провинции Абра.                                                                                     |
| Итавиты           | Приверженцы традиционных верований, часть — протестанты и католики                                                                             | Проживают в труднодоступных районах провинции Апаяо. Близки к аэта, выделяется этно-лингвистическая группа малауэгов.                                      |
| Китайцы           | Католики, часть — протестанты, буддисты, конфуцианцы и даосисты                                                                                | Проживают в городе Багио. |

### Долина Кагаян
По состоянию на 2010 год в долине Кагаян проживало 3,229 млн человек, в том числе в Исабеле — 1,49 млн, в Кагаяне — 1,125 млн, в Нуэва-Вискае — 421 тыс., в Кирино — 177 тыс., в Батанесе — 17 тыс..
Согласно переписи 2000 года 68,7 % населения провинции Исабела составляли илоки, 14 % — ибанаги, 10 % — тагалы, 1,3 % — йогады, 1,1 % — парананы, 1 % — гадданы, 3,9 % — другие; 68,6 % населения провинции Кагаян составляли илоки, 16,4 % — итавиты (итавы), 8,5 % — ибанаги, 2,9 % — тагалы, 1,4 % — малауэги, 2,2 % — другие; 62,3 % населения провинции Нуэва-Виская составляли илоки, 11,6 % — икалаханы (калангуя, илануаны), 6,3 % — ифугао, 5,9 % — тагалы, 4,4 % — набалои (ибалои, инибалои), 0,8 % — аюнганы (аянганы), 0,3 % — илонготы (бугкалоты, ибилао), 8,4 % — другие; 71,6 % населения провинции Кирино составляли илоки, 15,3 % — ифугао, 3,2 % — канканаи, 3,1 % — тагалы, 6,8 % — другие; 96,3 % населения провинции Батанес составляли иватаны (итбаяты), 0,9 % — илоки, 0,7 % — тагалы, 2,1 % — другие.
Согласно переписи 2000 года 76,1 % населения региона Долина Кагаян составляли католики, 4,2 % — евангельские христиане, 3,6 % — аглипаянцы, 3,6 % — приверженцы Церкви Христа, 3,1 % — приверженцы Объединённой методистской церкви, 1,3 % — Свидетели Иеговы, 0,5 % — адвентисты седьмого дня, 0,5 % — другие протестанты, 7,1 % — другие.
| Этническая группа | Вероисповедание | Район расселения |
| ----------------- | --- | --- |
| Илоки             | Католики и протестанты (англикане) с элементами традиционных верований, часть — приверженцы синкретических церквей (прежде всего аглипаянства) | Составляют большинство населения региона (кроме провинции Батанес), проживают вдоль морского побережья, в районах плантационного хозяйства, а также на островах Бабуян провинции Кагаян и островах Батан. |
| Ибанаги           | Католики с элементами традиционных верований                                                                                                   | Проживают в провинциях Кагаян и Исабела, местами смешанно с илоками. |
| Итавиты           | Приверженцы традиционных верований, часть — протестанты и католики                                                                             | Проживают в западных районах провинции Кагаян. Близки к аэта, выделяется этно-лингвистическая группа малауэгов (её центром является город Рисаль).                                                        |
| Тагалы            | Католики с элементами традиционных верований, небольшая часть — протестанты и приверженцы синкретических церквей                               | Проживают в городах и районах плантационного хозяйства. |
| Икалаханы         | Приверженцы традиционных верований, часть — протестанты и католики                                                                             | Проживают в северо-западных районах провинции Нуэва-Виская. |
| Ифугао            | Приверженцы традиционных верований, часть — протестанты и католики                                                                             | Проживают в северных районах провинций Нуэва-Виская и Кирино (выделяется этно-лингвистическая группа аюнганов или аянганов).                                                                              |
| Набалои           | Приверженцы традиционных верований, часть — протестанты и католики                                                                             | Проживают в провинции Нуэва-Виская и соседних районах. |
| Гадданы           | Приверженцы традиционных верований, часть — протестанты и католики                                                                             | Проживают в юго-западных районах провинции Исабела и северной части провинции Нуэва-Виская. |
| Канканаи          | Приверженцы традиционных верований, часть — протестанты и католики                                                                             | Проживают в провинции Кирино и соседних районах. |
| Иватаны           | Католики с элементами традиционных верований                                                                                                   | Проживают на островах Батан и Бабуян. |
| Илонготы          | Приверженцы традиционных верований | Проживают в труднодоступных горных районах провинции Нуэва-Виская. |
| Аэта              | Приверженцы традиционных верований | Проживают в труднодоступных горах вдоль восточного побережья. |

### Центральный Лусон
По состоянию на 2010 год в Центральном Лусоне проживало 10,138 млн человек, в том числе в Булакане — 2,924 млн, в Пампанге — 2,014 млн, в Нуэва-Эсихе — 1,955 млн, в Тарлаке — 1,273 млн, в Батаане — 687 тыс., в Самбалесе — 534 тыс., в Анхелесе — 326 тыс., в Олонгапо — 221 тыс., в Ауроре — 201 тыс..
Согласно переписи 2000 года 90,4 % населения провинции Булакан составляли тагалы, 3 % — висайя (в том числе 0,7 % — себуанцы), 2 % — биколы, 1,1 % — илоки, 3,5 % — другие; 88,3 % населения провинции Пампанга составляли пампанганы (капампанганы), 7,6 % — тагалы, 0,6 % — илоки, 0,5 % — висайя, 3 % — другие; 77,8 % населения провинции Нуэва-Эсиха составляли тагалы, 19,3 % — илоки, 0,6 % — пампанганы, 0,3 % — канканаи, 0,3 % — висайя, 1,7 % — другие; 43,8 % населения провинции Тарлак составляли пампанганы, 40,9 % — илоки, 12,7 % — тагалы, 0,7 % — пангасинаны, 0,3 % — канканаи, 1,6 % — другие; 88,2 % населения провинции Батаан составляли тагалы, 3,9 % — пампанганы, 2 % — илоки, 1,3 % — висайя, 0,8 % — биколы, 3,8 % — другие; 37,8 % населения провинции Самбалес составляли тагалы, 27,5 % — илоки, 27 % — самбалы, 1,8 % — аэта (аита), 1,1 % — висайя (себуанцы), 4,8 % — другие.
Согласно переписи 2000 года 74,7 % населения города Анхелес составляли пампанганы, 16,4 % — тагалы, 1,8 % — висайя, 1,4 % — илоки, 0,9 % — биколы, 4,8 % — другие; 81,8 % населения города Олонгапо составляли тагалы, 4,5 % — илоки, 2,5 % — самбалы, 2,3 % — пампанганы, 1,8 % — висайя, 7,1 % — другие; 52,8 % населения провинции Аурора составляли тагалы, 31,4 % — илоки, 5,1 % — касигуранины (касигурахины, касигуранцы), 4,1 % — биколы, 1,3 % — канканаи, 1,3 % — висайя (в том числе 0,5 % — себуанцы), 0,6 % — аэта (думагаты, умирай), 3,4 % — другие.
| Этническая группа | Вероисповедание | Район расселения |
| ----------------- | --- | --- |
| Тагалы            | Католики с элементами традиционных верований, небольшая часть — протестанты и приверженцы синкретических церквей (прежде всего аглипаянства) | Составляют большинство населения Центрального Лусона (кроме провинций Пампанга и Тарлак), сосредоточены на морском побережье, в долинах рек и вокруг озёр. Выделяется этно-лингвистическая группа касигуранинов, центром которой является город Касигуран в провинции Аурора. |
| Пампанганы        | Католики с элементами традиционных верований, часть — приверженцы синкретических церквей (прежде всего аглипаянства)                         | Составляют большинство населения провинции Пампанга и города Анхелес, также проживают в провинциях Тарлак, Нуэва-Эсиха, Батаан и соседних районах. |
| Илоки             | Католики и протестанты с элементами традиционных верований, часть — приверженцы синкретических церквей (прежде всего аглипаянства)           | Проживают в городах и районах плантационного хозяйства в северной части региона (провинции Самбалес, Тарлак, Нуэва-Эсиха и Аурора), а также в соседних районах. |
| Самбалы           | Католики с элементами традиционных верований, часть — приверженцы синкретических церквей (прежде всего аглипаянства)                         | Проживают в провинции Самбалес и соседних районах. |
| Висайя            | Католики, небольшая часть — приверженцы традиционных верований и синкретических культов                                                      | Проживают в городах и районах плантационного хозяйства. Среди висайя выделяется этническая группа себуанцев. |
| Биколы            | Католики с элементами традиционных верований                                                                                                 | Проживают в городах и районах плантационного хозяйства в южной части региона (провинции Батаан, Булакан и Аурора). |
| Пангасинаны       | Католики с элементами традиционных верований                                                                                                 | Проживают в городах и районах плантационного хозяйства в северной части региона (провинции Тарлак и Нуэва-Эсиха). |
| Канканаи          | Приверженцы традиционных верований, часть — протестанты и католики                                                                           | Проживают в провинциях Аурора, Нуэва-Эсиха, Тарлак и соседних районах. |
| Аэта              | Приверженцы традиционных верований | Проживают в глубинных районах провинции Самбалес, а также в труднодоступных горах вдоль восточного побережья. Выделяется этно-лингвистическая группа думагатов (умирай), которые проживают в южных районах провинции Аурора.                                                  |
| Китайцы           | Католики, часть — протестанты, буддисты, конфуцианцы и даосисты                                                                              | Проживают в городах Анхелес и Тарлак. |

### Столичный регион
По состоянию на 2010 год в Столичном регионе (Метро-Манила или Манильская агломерация) проживало 11,856 млн человек, в том числе в Кесон-Сити — 2,762 млн, в Маниле — 1,652 млн, в Калоокане — 1,489 млн, в Пасиге — 670 тыс., в Тагиге — 644 тыс., в Параньяке — 588 тыс., в Валенсуэле — 575 тыс., в Лас-Пиньясе — 552 тыс., в Макати — 529 тыс., в Мунтинлупе — 460 тыс., в Марикине — 424 тыс., в Пасае — 393 тыс., в Малабоне — 353 тыс., в Мандалуйонге — 329 тыс., в Навотасе — 249 тыс., в Сан-Хуане — 121 тыс., в Патеросе — 64 тыс..
Согласно переписи 2000 года 65,4 % населения Кесон-Сити составляли тагалы, 7,6 % — висайя (в том числе 3,2 % — себуанцы), 5,2 % — илоки, 5 % — биколы, 16,8 % — другие; 76,7 % населения Манилы составляли тагалы, 5,1 % — висайя (в том числе 2,3 % — варайцы), 3,2 % — илоки, 2,5 % — биколы, 12,5 % — китайцы, американцы, европейцы и другие; 69,7 % населения Калоокана составляли тагалы, 7,1 % — висайя (в том числе 3,2 % — варайцы), 5 % — биколы, 3,8 % — илоки, 14,4 % — другие; 74,9 % населения Пасига составляли тагалы, 6,6 % — висайя (в том числе 2,6 % — хилигайноны), 4,9 % — биколы, 2,7 % — илоки, 10,9 % — другие; 71,9 % населения Валенсуэлы составляли тагалы, 11,1 % — висайя (в том числе 2,5 % — себуанцы, 2,4 % — хилигайноны, 1,9 % — варайцы), 4,5 % — биколы, 3,1 % — илоки, 9,4 % — другие. В Столичном регионе имеется значительное число смешанного (метисного) населения. Ключевые позиции в экономике Столичного региона и страны в целом занимают этнические китайцы.
Согласно переписи 2000 года 89,1 % населения Столичного региона составляли католики, 2,9 % — приверженцы Церкви Христа, 1,7 % — евангельские христиане, 0,6 % — мусульмане, 0,5 % — другие протестанты.
| Этническая группа | Вероисповедание | Район расселения |
| ----------------- | --- | --- |
| Тагалы            | Католики с элементами традиционных верований, небольшая часть — протестанты (методисты, адвентисты, баптисты) и приверженцы синкретических церквей | Составляют большинство населения Столичного региона. |
| Висайя            | Католики, небольшая часть — приверженцы традиционных верований и синкретических культов                                                            | Среди висайя имеются этнические группы варайцев, себуанцев, хилигайнонов и акланонов. |
| Илоки             | Католики и протестанты с элементами традиционных верований, часть — приверженцы синкретических церквей (прежде всего аглипаянства)                 | |
| Биколы            | Католики с элементами традиционных верований | |
| Китайцы           | Католики, часть — протестанты, буддисты, конфуцианцы и даосисты                                                                                    | Манильский чайнатаун расположен в районе Бинондо. Среди китайцев преобладают носители цюаньчжанского наречия южноминьского диалекта. Имеется значительная группа лиц смешанного китайско-филиппинского происхождения. |
| Пампанганы        | Католики с элементами традиционных верований | |
| Пангасинаны       | Католики с элементами традиционных верований | |
| Самбалы           | Католики с элементами традиционных верований | |
| Магинданао        | Сунниты | |
| Таусоги           | Сунниты | |
| Маранао           | Сунниты | |
| Американцы        | Протестанты, часть — католики | Проживают в Маниле и соседних районах. |
| Индийцы           | Индуисты, часть — мусульмане | Проживают в Маниле и соседних районах. Среди индийцев преобладают тамилы. |
| Англичане         | Протестанты | Проживают в Маниле и соседних районах. |
| Испанцы           | Католики | Проживают в Маниле и соседних районах. |

### Калабарсон
По состоянию на 2010 год в регионе Калабарсон проживало 12,61 млн человек, в том числе в Кавите — 3,091 млн, в Лагуне — 2,67 млн, в Рисале — 2,485 млн, в Батангасе — 2,377 млн, в Кесоне — 1,741 млн, в городе Лусена — 246 тыс..
Согласно переписи 2000 года 75,9 % населения провинции Кавите составляли тагалы, 8,7 % — кавитеньо, 4,4 % — висайя (в том числе 1,8 % — варайцы), 2,5 % — биколы, 8,5 % — другие; 90,8 % населения провинции Лагуна составляли тагалы, 3,3 % — висайя (в том числе 0,7 % — хилигайноны, 0,5 % — себуанцы, 0,4 % — варайцы), 2,9 % — биколы, 0,8 % — илоки, 2,2 % — другие; 81,8 % населения провинции Рисаль составляли тагалы, 7,8 % — висайя (в том числе 1,6 % — хилигайноны, 1,6 % — себуанцы, 1,5 % — варайцы), 4,3 % — биколы, 2,2 % — илоки, 3,9 % — другие; 96,7 % населения провинции Батангас составляли тагалы, 1 % — висайя (в том числе 0,2 % — себуанцы, 0,2 % — хилигайноны), 0,6 % — биколы, 1,7 % — другие; 92,2 % населения провинции Кесон составляли тагалы, 3,7 % — висайя (в том числе 0,8 % — себуанцы), 2,4 % — биколы, 0,1 % — илоки, 1,6 % — другие; 95,2 % населения города Лусена составляли тагалы, 1,5 % — висайя (в том числе 0,7 % — себуанцы, 0,3 % — масбатеньо), 0,9 % — биколы, 2,4 % — другие.
| Этническая группа | Вероисповедание | Район расселения |
| ----------------- | --- | --- |
| Тагалы            | Католики с элементами традиционных верований, небольшая часть — протестанты и приверженцы синкретических церквей (прежде всего Церкви Христа и аглипаянства) | Составляют большинство населения региона, сосредоточены на морском побережье, в долинах рек и вокруг озёр, проживают также на островах Полильо провинции Кесон. Выделяется этно-лингвистическая группа кавитеньо (проживает на побережье провинции Кавите). |
| Висайя            | Католики, небольшая часть — приверженцы традиционных верований и синкретических культов                                                                      | Проживают в городах и районах плантационного хозяйства. Среди висайя имеются этнические группы варайцев, себуанцев, хилигайнонов и масбатеньо. |
| Биколы            | Католики с элементами традиционных верований | Проживают в городах и районах плантационного хозяйства. |
| Илоки             | Католики и протестанты с элементами традиционных верований, часть — приверженцы синкретических церквей                                                       | Проживают в городах и районах плантационного хозяйства. |
| Китайцы           | Католики, часть — протестанты, буддисты, конфуцианцы и даосисты                                                                                              | Проживают в Лусене и других городах провинций Кесон, Лагуна и Рисаль. |
| Аэта              | Приверженцы традиционных верований | Проживают в труднодоступных горах вдоль восточного побережья. |
| Маранао           | Сунниты | Проживают в городах и районах плантационного хозяйства. |
| Канканаи          | Приверженцы традиционных верований, часть — протестанты и католики                                                                                           | Проживают в городах и районах плантационного хозяйства. |

### Бикольский регион
По состоянию на 2010 год в Бикольском регионе проживало 5,42 млн человек, в том числе в Южном Камаринесе — 1,822 млн, в Албае — 1,233 млн, в Масбате — 835 тыс., в Сорсогоне — 741 тыс., в Северном Камаринесе — 543 тыс., в Катандуанесе — 246 тыс..
Согласно переписи 2000 года 94,9 % населения провинции Южный Камаринес составляли биколы, 3,4 % — тагалы, 0,2 % — канканаи, 0,2 % — висайя (в том числе 0,1 % — суригаононы), 1,3 % — другие; 97,6 % населения провинции Албай составляли биколы, 0,5 % — тагалы, 0,2 % — канканаи, 0,1 % — висайя, 1,6 % — другие; 96,2 % населения провинции Масбате составляли висайя (в том числе 64,4 % — масбатеньо, 26,9 % — себуанцы, 4,4 % — хилигайноны), 2 % — биколы, 1,8 % — другие; 96,8 % населения провинции Сорсогон составляли биколы, 0,4 % — тагалы, 0,2 % — канканаи, 0,2 % — висайя, 2,4 % — другие; 78,8 % населения провинции Северный Камаринес составляют биколы, 19,1 % — тагалы, 0,2 % — канканаи, 0,2 % — висайя (себуанцы), 1,7 % — другие; 98,7 % населения провинции Катандуанес составляли биколы, 0,3 % — тагалы, 0,2 % — канканаи, 0,2 % — висайя, 0,6 % — другие.
Согласно переписи 2000 года 94,3 % населения Бикольского региона составляли католики, 1,4 % — приверженцы Церкви Христа, 0,8 % — евангельские христиане, 0,7 % — аглипаянцы, 0,4 % — адвентисты седьмого дня, 0,3 % — Свидетели Иеговы, 0,2 % — буддисты, 0,2 % — приверженцы Объединенной церкви Христа на Филиппинах, 1,7 % — другие.
| Этническая группа | Вероисповедание                                                                                                  | Район расселения |
| ----------------- | --- | --- |
| Биколы            | Католики с элементами традиционных верований                                                                     | Составляют большинство населения Бикольского полуострова и островов Катандуанес. |
| Висайя            | Католики, небольшая часть — приверженцы традиционных верований и синкретических культов                          | Составляют большинство населения острова Масбате, также проживают в соседних районах. Доминируют этнические группы масбатеньо, себуанцев и хилигайнонов, встречаются также суригаононы и варайцы. На острове Тикао провинции Масбате проживает группа тикаононов, близкая к варайцам. |
| Тагалы            | Католики с элементами традиционных верований, небольшая часть — протестанты и приверженцы синкретических церквей | Проживают в провинциях Северный и Южный Камаринес, а также в соседних районах. |
| Канканаи          | Приверженцы традиционных верований, часть — протестанты и католики                                               | Проживают в городах и районах плантационного хозяйства. |
| Китайцы           | Католики, часть — протестанты, буддисты, конфуцианцы и даосисты                                                  | Проживают в Нага (Южный Камаринес) и других городах региона. |
| Индийцы           | Индуисты, часть — мусульмане и сикхи                                                                             | Проживают в Нага (Южный Камаринес) и других городах региона. |
| Аэта              | Приверженцы традиционных верований                                                                               | Проживают в труднодоступных районах вдоль восточного побережья. |

### МИМАРОПА
По состоянию на 2010 год в регионе МИМАРОПА проживало 2,745 млн человек, в том числе в Восточном Миндоро — 786 тыс., в Палаване — 772 тыс., в Западном Миндоро — 453 тыс., в Ромблоне — 284 тыс., в Мариндуке — 228 тыс., в Пуэрто-Принсесе — 223 тыс..
Согласно переписи 2000 года 81,1 % населения провинции Восточный Миндоро составляли тагалы, 10 % — висайя (в том числе 1,4 % — ромбломаноны), 3,9 % — мангианы (в том числе 1,1 % — хануноо), 1,6 % — илоки, 0,4 % — биколы, 3 % — другие; 22,9 % населения провинции Палаван составляли висайя (в том числе 13,1 % — хилигайноны, 6,8 % — себуанцы), 22,4 % — куйононы (куюнаны), 20,5 % — тагалы, 8,1 % — палаваны (палаваноны, пиналавоны), 3,3 % — илоки, 2,4 % — кагаянаны, 2,1 % — тагбануа (тагбанва), 18,3 % — другие; 67,8 % населения провинции Западный Миндоро составляли тагалы, 13,6 % — висайя (в том числе 2,6 % — хилигайноны, 1,8 % — кинарайцы, 1,7 % — себуанцы), 7,1 % — илоки, 3,7 % — мангианы, 7,8 % — другие; 95,8 % населения провинции Ромблон составляли висайя (в том числе 64,8 % — ромбломаноны, 23 % — бантоаноны, 8 % — кинарайцы), 0,8 % — тагалы, 3,4 % — другие; 97,2 % населения провинции Мариндуке составляли тагалы, 0,6 % — висайя (в том числе 0,3 % — бохолано), 0,1 % — пангасинаны, 0,1 % — биколы, 0,1 % — илоки, 1,9 % — другие.
| Этническая группа | Вероисповедание | Район расселения |
| ----------------- | --- | --- |
| Тагалы            | Католики с элементами традиционных верований, небольшая часть — протестанты и приверженцы синкретических церквей                   | Составляют большинство населения островов Миндоро, Лубанг и Мариндуке, проживают также на островах Палаван и Ромблон. |
| Висайя            | Католики, небольшая часть — приверженцы традиционных верований и синкретических культов                                            | Составляют большинство населения провинции Ромблон, проживают также в городах и районах плантационного хозяйства на островах Палаван, Каламиан и в южной части Миндоро. Доминируют этнические группы хилигайнонов, себуанцев и кинарайцев (карайя), на островах Ромблон выделяется группа ромбломанонов (ромблонцев), на островах Бантон провинции Ромблон — группа бантоанонов. |
| Куйононы          | Католики и приверженцы традиционных верований                                                                                      | Проживают на севере Палавана, а также на островах Думаран и Каламиан. |
| Палаваны          | Приверженцы традиционных верований                                                                                                 | Проживают на острове Палаван. |
| Илоки             | Католики и протестанты с элементами традиционных верований, часть — приверженцы синкретических церквей (прежде всего аглипаянства) | Проживают в городах и районах плантационного хозяйства на островах Миндоро и Палаван. |
| Мангианы          | Приверженцы традиционных верований                                                                                                 | Проживают во внутренних районах острова Миндоро. В состав мангианов входят мелкие этнические группы хануноо, ирайя, аланганов, науанов, батанганов, тагайданов, бангонов, пула, бухидов и ратагнонов. |
| Тагбануа          | Приверженцы традиционных верований и сунниты                                                                                       | Проживают в южной части острова Палаван. |
| Биколы            | Католики с элементами традиционных верований                                                                                       | Проживают в городах и районах плантационного хозяйства на острове Миндоро. |
| Таотбато          | Приверженцы традиционных верований                                                                                                 | Проживают в центральной части Палавана. |
| Таусоги           | Сунниты с элементами традиционных верований                                                                                        | Проживают в городах и районах плантационного хозяйства провинции Палаван. |
| Сулу-самаль       | Сунниты с элементами традиционных верований                                                                                        | Проживают в южной части Палавана и на прилегающих островах Балабак, Бугсук, Рамос, Панданан и Мантангуле. |
| Самбалы           | Католики с элементами традиционных верований                                                                                       | Проживают в городах и районах плантационного хозяйства провинции Палаван. |
| Мембуганоны       | Сунниты с элементами традиционных верований                                                                                        | Проживают в южной части Палавана и на прилегающем острове Балабак. |
| Баджао            | Сунниты с элементами традиционных верований                                                                                        | Проживают в прибрежной зоне Палавана. |
| Аэта              | Приверженцы традиционных верований                                                                                                 | Племена баттаков проживают в глубинных районах островов Миндоро и Палаван. |

## Висайские острова

### Западные Висайи
По состоянию на 2010 год в регионе Западные Висайи проживало 7,102 млн человек, в том числе в Западном Негросе — 2,396 млн, в Илоило — 1,805 млн, в Каписе — 720 тыс., в Антике — 546 тыс., в Аклане — 536 тыс., в Баколоде — 512 тыс., в Илоило-Сити — 425 тыс., в Гимарасе — 163 тыс..
Согласно переписи 2000 года 98,3 % населения провинции Западный Негрос составляли висайя (в том числе 77,7 % — хилигайноны, 20,2 % — себуанцы), 0,2 % — канканаи, 0,1 % — пангасинаны, 1,4 % — другие; 98,6 % населения провинции Илоило составляли висайя (в том числе 72,3 % — хилигайноны, 26,1 % — кинарайцы, 0,2 % — себуанцы), 0,2 % — канканаи, 1,2 % — другие; 98,1 % населения города Илоило составляли висайя (в том числе 97,4 % — хилигайноны, 0,4 % — себуанцы, 0,3 % — кинарайцы), 0,3 % — тагалы, 1,6 % — другие; 97,7 % населения провинции Капис составляли висайя (в том числе 97,1 % — каписцы, 0,6 % — хилигайноны), 0,2 % — баджао (сама-дилот), 0,1 % — манобо, 2 % — другие.
Согласно переписи 2000 года 96,4 % населения провинции Антике составляли висайя (в том числе 94,5 % — кинарайцы, 1 % — хилигайноны, 0,9 % — себуанцы), 1,4 % — куйононы (куйюнуны, куюнаны), 2,2 % — другие; 97,4 % населения провинции Аклан составляли висайя (в том числе 96,5 % — акланцы, 0,7 % — хилигайноны, 0,2 % — себуанцы), 0,5 % — тагалы, 0,3 % — канканаи, 1,8 % — другие; 98 % населения города Баколод составляли висайя (в том числе 96 % — хилигайноны, 1,6 % — себуанцы, 0,4 % — каписцы), 0,3 % — тагалы, 1,7 % — другие; 94 % населения провинции Гимарас составляли висайя (в том числе 90 % — хилигайноны, 2,8 % — кинарайцы), 0,2 % — канканаи, 5,8 % — другие (в том числе тагалы).
| Этническая группа | Вероисповедание | Район расселения |
| ----------------- | --- | --- |
| Висайя            | Католики, небольшая часть — приверженцы традиционных верований и синкретических церквей (прежде всего аглипаянства) | Составляют большинство населения островов Панай, Негрос и Гимарас. В провинциях Западный Негрос, Илоило и Гимарас доминирует этническая группа хилигайнонов (илонгго), в провинции Капис — группа каписцев (каписнонов, каписеньос), в провинции Аклан — группа акланцев (акланонов, акеанонов), в провинции Антике и западной части провинции Илоило — группа кинарайцев (карайя, кинирайя, хамтиканонов). Встречаются также себуанцы и варайцы. В провинции Западный Негрос выделяется группа негросанонов (негренсе), на островах Калуя в провинции Антике — небольшая группа калуянонов (калуянунов). |
| Канканаи          | Приверженцы традиционных верований, часть — протестанты и католики                                                  | Проживают в городах и районах плантационного хозяйства провинций Западный Негрос, Илоило, Аклан и Гимарас. |
| Тагалы            | Католики с элементами традиционных верований, небольшая часть — протестанты и приверженцы синкретических церквей    | Проживают в городах и районах плантационного хозяйства. |
| Куйононы          | Католики и приверженцы традиционных верований                                                                       | Проживают в провинции Антике соседних районах. |
| Пангасинаны       | Католики с элементами традиционных верований                                                                        | Проживают в городах и районах плантационного хозяйства провинции Западный Негрос. |
| Баджао            | Сунниты с элементами традиционных верований                                                                         | Входят в состав сама-баджао, проживают в прибрежной зоне провинции Капис и соседних районах. |
| Манобо            | Приверженцы традиционных верований, часть — протестанты, католики и мусульмане                                      | Проживают в провинции Капис и соседних районах. |
| Китайцы           | Католики, часть — протестанты, буддисты, конфуцианцы и даосисты                                                     | Проживают в городах Баколод и Илоило. |
| Аэта              | Приверженцы традиционных верований                                                                                  | Племена ати проживают в глубинных районах островов Панай и Негрос. |

### Центральные Висайи
По состоянию на 2010 год в регионе Центральные Висайи проживало 6,8 млн человек, в том числе в Себу — 2,619 млн, в Восточном Негросе — 1,287 млн, в Бохоле — 1,255 млн, в Себу-Сити — 866 тыс., в Лапу-Лапу — 350 тыс., в Мандауэ — 331 тыс., в Сикихоре — 91 тыс..
Согласно переписи 2000 года 98,7 % населения провинции Себу составляли висайя (в том числе 97,5 % — себуанцы, 0,1 % — бохолано, 0,1 % — хилигайноны, а также варайцы), 0,2 % — канканаи, 0,1 % — тагалы, 0,1 % — биколы, 0,9 % — другие; 98,3 % населения провинции Восточный Негрос составляли висайя (в том числе 48 % — себуанцы, 3,5 % — хилигайноны, 0,3 % — кинарайцы), 0,2 % — канканаи, 1,5 % — другие (в том числе тагалы и букидноны); 98,3 % населения провинции Бохоль составляли висайя (в том числе 93,8 % — бохолано, 3,6 % — себуанцы, 0,1 % — хилигайноны), 0,1 % — тагалы, 1,6 % — другие (в том числе канканаи); 97,2 % населения города Себу составляли висайя (в том числе 95,1 % — себуанцы, 0,4 % — бохолано, 0,3 % — хилигайноны), 0,4 % — тагалы, 2,4 % — другие; 97,4 % населения города Мандауэ составляли висайя (в том числе 93,3 % — себуанцы, 0,8 % — бохолано, 0,4 % — хилигайноны), 0,4 % — тагалы, 2,2 % — другие; 99,5 % населения провинции Сикихор составляли висайя (в том числе 0,2 % — себуанцы и бохолано), 0,5 % — другие (в том числе канканаи).
Согласно переписи 2000 года 92 % населения региона Центральные Висайи составляли католики, 2 % — аглипаянцы, 1 % — евангельские христиане, 5 % — другие (в том числе приверженцы Объединённой церкви Христа на Филиппинах, Церкви Христа и мусульмане).
| Этническая группа | Вероисповедание | Район расселения |
| ----------------- | --- | --- |
| Висайя            | Католики, небольшая часть — приверженцы традиционных верований и синкретических церквей (прежде всего аглипаянства) | Составляют большинство населения островов Бохоль, Себу и Негрос. Доминирует этническая группа себуанцев (себуано), в провинции Бохоль выделяется группа бохолано (боланонов), в провинции Восточный Негрос — группа негросанонов (негренсе), в южной части острова Бохоль проживает небольшая группа эская, на острове Поро провинции Себу — небольшая группа пороанонов (пороанцев). Кроме того, в городах встречаются хилигайноны (илонгго), кинарайцы, варайцы, масбатеньо и бутуаноны. |
| Канканаи          | Приверженцы традиционных верований, часть — протестанты и католики                                                  | Проживают в городах и районах плантационного хозяйства. |
| Тагалы            | Католики с элементами традиционных верований, небольшая часть — протестанты и приверженцы синкретических церквей    | Проживают в городах и районах плантационного хозяйства. |
| Биколы            | Католики с элементами традиционных верований                                                                        | Проживают в городах и районах плантационного хозяйства на острове Себу. |
| Китайцы           | Католики, часть — протестанты, буддисты, конфуцианцы и даосисты                                                     | Проживают в городе Себу. |
| Букидноны         | Приверженцы традиционных верований, часть — протестанты, католики и мусульмане                                      | Проживают в городах и районах плантационного хозяйства. |
| Магинданао        | Сунниты | Проживают в городе Себу и соседних районах. |
| Таусоги           | Сунниты | Проживают в городе Себу и соседних районах. |
| Маранао           | Сунниты | Проживают в городе Себу и соседних районах. |
| Баджао            | Сунниты с элементами традиционных верований                                                                         | Проживают в прибрежной зоне островов. |

### Восточные Висайи
По состоянию на 2010 год в регионе Восточные Висайи проживало 4,101 млн человек, в том числе в Лейте — 1,568 млн, в Самаре — 733 тыс., в Северном Самаре — 589 тыс., в Восточном Самаре — 429 тыс., в Южном Лейте — 399 тыс., в Таклобане — 221 тыс., в Билиране — 162 тыс..
Согласно переписи 2000 года 97,8 % населения провинции Лейте составляли висайя (в том числе 37,6 % — варайцы, 20,3 % — себуанцы), 0,3 % — тагалы, 0,1 % — канканаи, 1,8 % — другие; 98,2 % населения провинции Самар составляли висайя (в том числе 91,4 % — варайцы, 5,9 % — себуанцы, 0,1 % — бохолано), 0,4 % — тагалы, 1,4 % — другие; 96,8 % населения провинции Северный Самар составляли висайя (в том числе 92,1 % — варайцы, 2,9 % — себуанцы), 2,1 % — абакноны (инабакноны, капуленьо), 0,2 % — тагалы, 0,9 % — другие; 98,4 % населения провинции Восточный Самар составляли висайя (в том числе 97,8 % — варайцы, 0,2 % — себуанцы), 0,5 % — пампанганы, 0,2 % — тагалы, 0,9 % — другие; 98,7 % населения провинции Южный Лейте составляли висайя (в том числе 12,6 % — бохолано, 5,1 % — себуанцы, 0,2 % — варайцы), 0,2 % — тагалы, 1,1 % — другие; 97,8 % населения провинции Билиран составляли висайя (в том числе 40,7 % — варайцы, 26,2 % — себуанцы, 0,1 % — бохолано), 0,3 % — тагалы, 0,1 % — канканаи, 1,8 % — другие.
Согласно переписи 2000 года 93,3 % населения региона Восточные Висайи составляли католики, 1,5 % — аглипаянцы, 1 % — евангельские христиане, 0,7 % — приверженцы Церкви Христа, 0,7 % — адвентисты седьмого дня, 2,8 % — другие.
| Этническая группа | Вероисповедание                                                                                                  | Район расселения |
| ----------------- | --- | --- |
| Висайя            | Католики, небольшая часть — приверженцы традиционных верований и синкретических культов                          | Составляют большинство населения островов Самар, Лейте и Билиран. Доминирует этническая группа варайцев (самар-лейте), встречаются также себуанцы (западная часть Лейте и остров Билиран) и бохолано (южная часть Лейте). Варайцы делятся на самареньос (самарионцев) и лейтеньос. |
| Тагалы            | Католики с элементами традиционных верований, небольшая часть — протестанты и приверженцы синкретических церквей | Проживают в городах и районах плантационного хозяйства. |
| Абакноны          | Католики и сунниты с элементами традиционных верований                                                           | Входят в состав сама-баджао, близки к сулу-самаль, проживают на острове Капуль провинции Северный Самар и в соседних районах. |
| Канканаи          | Приверженцы традиционных верований, часть — протестанты и католики                                               | Проживают в городах и районах плантационного хозяйства. |
| Пампанганы        | Католики с элементами традиционных верований                                                                     | Проживают в городах и районах плантационного хозяйства в восточной части Самара. |
| Маранао           | Сунниты | Проживают в городе Таклобан и соседних районах. |

## Минданао и прилегающие острова

### Полуостров Замбоанга
По состоянию на 2010 год на полуострове Замбоанга проживало 3,407 млн человек, в том числе в Южной Замбоанге — 960 тыс., в Северной Замбоанге — 958 тыс., в Замбоанга-Сити — 807 тыс., в Замбоанга-Сибугей — 585 тыс., в Исабела-Сити — 98 тыс..
Согласно переписи 2000 года 77,8 % населения провинции Южная Замбоанга составляли висайя (в том числе 40,2 % — себуанцы, 5,3 % — хилигайноны), 9 % — субаноны (субанены), 2,9 % — таусоги (таусуги), 2,5 % — магинданао, 1,1 % — замбоангеньо (чабакано, чавакано), 1 % — илоки, 5,7 % — другие; 75,7 % населения провинции Северная Замбоанга составляли висайя (в том числе 22,2 % — себуанцы, 1,2 % — бохолано, 0,7 % — хилигайноны), 16,8 % — субаноны, 2,3 % — колибуганы, 1 % — абакноны (инабакноны), 0,8 % — таусоги, 0,5 % — замбоангеньо, 2,9 % — другие; 45,5 % населения города Замбоанга составляли замбоангеньо, 21,4 % — висайя (в том числе 7,1 % — себуанцы, 2,1 % — хилигайноны), 16,4 % — таусоги, 6 % — абакноны, 2,7 % — яканы, 2,6 % — тагалы, 5,4 % — другие.
Согласно переписи 2000 года 65,2 % населения региона Полуостров Замбоанга составляли католики, 18,3 % — мусульмане, 5,2 % — евангельские христиане, 1,6 % — адвентисты седьмого дня, 1,4 % — приверженцы Церкви Христа, 8,3 % — другие.
| Этническая группа | Вероисповедание                                                                                                  | Район расселения |
| ----------------- | --- | --- |
| Висайя            | Католики, небольшая часть — приверженцы традиционных верований и синкретических культов                          | Составляют большинство населения региона, проживают в городах и районах плантационного хозяйства. Выделяются этнические группы себуанцев, хилигайнонов и бохолано.                                                           |
| Субаноны          | Приверженцы традиционных верований, часть — протестанты, католики и мусульмане                                   | Проживают в горных районах провинций Северная и Южная Замбоанга, выделяется этно-лингвистическая группа колибуганов (калибуганов).                                                                                           |
| Замбоангеньо      | Католики, небольшая часть — приверженцы традиционных верований и синкретических культов                          | Креольская группа испаноязычного населения, возникшая в результате смешения местных племён с пришлыми элементами с Лусона и Висайский островов, а также из Испании и Мексики. Проживают в Замбоанга-Сити и соседних районах. |
| Таусоги           | Сунниты | Проживают в Замбоанга-Сити, а также в городах и районах плантационного хозяйства провинций Южная Замбоанга и Замбоанга-Сибугей.                                                                                              |
| Сулу-самаль       | Сунниты с элементами традиционных верований                                                                      | Проживают в городах и районах плантационного хозяйства провинций Южная Замбоанга, Северная Замбоанга и Замбоанга-Сибугей, а также на острове Олутанга в заливе Моро.                                                         |
| Абакноны          | Католики и сунниты с элементами традиционных верований                                                           | Входят в состав сама-баджао, близки к сулу-самаль, проживают в Замбоанга-Сити и вдоль побережья провинции Северная Замбоанга.                                                                                                |
| Магинданао        | Сунниты | Проживают в городах и районах плантационного хозяйства провинций Южная Замбоанга и Замбоанга-Сибугей. |
| Яканы             | Сунниты | Проживают в городах и районах плантационного хозяйства. |
| Тагалы            | Католики с элементами традиционных верований, небольшая часть — протестанты и приверженцы синкретических церквей | Проживают в городах и районах плантационного хозяйства. |
| Илоки             | Католики и протестанты с элементами традиционных верований, часть — приверженцы синкретических церквей           | Проживают в городах и районах плантационного хозяйства. |
| Маранао           | Сунниты | Проживают в городах и районах плантационного хозяйства. |
| Китайцы           | Католики, часть — протестанты, буддисты, конфуцианцы и даосисты                                                  | Проживают в Замбоанге, Исабеле и других городах региона. |

### Северный Минданао
По состоянию на 2010 год в Северном Минданао проживало 4,297 млн человек, в том числе в Букидноне — 1,299 млн, в Восточном Мисамисе — 814 тыс., в Северном Ланао — 608 тыс., в Кагаян-де-Оро — 602 тыс., в Западном Мисамисе — 568 тыс., в Илигане — 323 тыс., в Камигине — 84 тыс..
Согласно переписи 2000 года 74,3 % населения провинции Букиднон составляли висайя (в том числе 41,7 % — себуанцы, 8,8 % — хилигайноны, 7,4 % — бохолано), 11,3 % — букидноны (бинукиды), 2,8 % — хигаононы, 11,6 % — другие; 92,7 % населения провинции Восточный Мисамис составляли висайя (в том числе 34,5 % — себуанцы, 4,3 % — бохолано), 1,9 % — хигаононы, 1 % — камигины (кинамигинги), 4,4 % — другие; 62,5 % населения провинции Северный Ланао составляли висайя (в том числе 33,3 % — себуанцы, 1,4 % — бохолано, 0,7 % — хилигайноны), 35,8 % — маранао, 0,2 % — канканаи, 0,1 % — илоки, 1,4 % — другие; 72,3 % населения города Кагаян-де-Оро составляли висайя (в том числе 22,1 % — себуанцы, 4,4 % — бохолано, 1,4 % — хилигайноны), 1,7 % — хигаононы, 26 % — другие; 90,8 % населения провинции Западный Мисамис составляли висайя (в том числе 39,4 % — себуанцы, 9,6 % — бохолано), 4,4 % — субаноны (субанены), 4,8 % — другие; 87 % населения города Илиган составляли висайя (в том числе 32 % — себуанцы, 1,8 % — хилигайноны), 6,6 % — маранао, 1,5 % — хигаононы, 4,9 % — другие; 58 % населения провинции Камигин составляли висайя (в том числе 45,1 % — себуанцы, 11,5 % — бохолано), 36,1 % — камигины, 5,9 % — другие.
| Этническая группа | Вероисповедание | Район расселения |
| ----------------- | --- | --- |
| Висайя            | Католики, небольшая часть — приверженцы традиционных верований и синкретических церквей (прежде всего аглипаянства) | Составляют большинство населения региона Северный Минданао, проживают в городах и районах плантационного хозяйства. Доминирует этническая группа себуанцев, встречаются также хилигайноны, бохолано и негросаноны, в провинции Восточный Мисамис выделяется группа бутуанонов. |
| Букидноны         | Приверженцы традиционных верований, часть — протестанты, католики и мусульмане                                      | Проживают в провинции Букиднон и соседних районах. |
| Маранао           | Сунниты | Проживают во внутренних районах провинций Северный Ланао и Букиднон, а также в городе Илиган. |
| Манобо            | Приверженцы традиционных верований, часть — протестанты, католики и мусульмане                                      | Проживают в провинциях Букиднон, Восточный Мисамис, Камигин и соседних районах. Выделяются этно-лингвистические группы хигаононов и камигинов (кинамигингов). |
| Иланумы           | Сунниты | Проживают в провинции Северный Ланао. |
| Субаноны          | Приверженцы традиционных верований, часть — протестанты, католики и мусульмане                                      | Проживают в провинции Западный Мисамис. |
| Канканаи          | Приверженцы традиционных верований, часть — протестанты и католики                                                  | Проживают в городах и районах плантационного хозяйства. |
| Илоки             | Католики и протестанты с элементами традиционных верований, часть — приверженцы синкретических церквей              | Проживают в городах и районах плантационного хозяйства. |
| Тагалы            | Католики с элементами традиционных верований, небольшая часть — протестанты и приверженцы синкретических церквей    | Проживают в городах и районах плантационного хозяйства. |
| Таусоги           | Сунниты | Проживают в городе Кагаян-де-Оро. |
| Китайцы           | Католики, часть — протестанты, буддисты, конфуцианцы и даосисты                                                     | Проживают в городах Илиган и Кагаян-де-Оро. |
| Ата               | Приверженцы традиционных верований, часть — протестанты, католики и мусульмане                                      | Проживают в провинции Букиднон и соседних районах. |

Горные народы Букиднона

### Регион Карага
По состоянию на 2010 год в регионе Карага проживало 2,429 млн человек, в том числе в Южном Агусане — 656 тыс., в Южном Суригао — 561 тыс., в Северном Суригао — 442 тыс., в Северном Агусане — 332 тыс., в Бутуане — 310 тыс., на островах Динагат — 127 тыс..
Согласно переписи 2000 года 51,2 % населения провинции Южный Агусан составляли висайя (в том числе 30,7 % — себуанцы, 9,1 % — хилигайноны, 7,1 % — бохолано, 4,3 % — бутуаноны), 15,7 % — манобо, 33,1 % — другие; 60,3 % населения провинции Южный Суригао составляли висайя (в том числе 26,3 % — суригаононы, 12,9 % — себуанцы, 4,8 % — бохолано), 26,4 % — камайо (камаё, кинамайо), 13,3 % — другие; 90,8 % населения провинции Северный Суригао составляли висайя (в том числе 75,9 % — суригаононы, 8,5 % — себуанцы, 5,3 % — бохолано, 0,7 % — варайцы, 0,4 % — хилигайноны), 9,2 % — другие; 88,7 % населения провинции Северный Агусан составляли висайя (в том числе 33,1 % — себуанцы, 6,8 % — бохолано, 5,9 % — суригаононы, 3 % — бутуаноны), 11,3 % — другие; 85,8 % населения города Бутуан составляли висайя (в том числе 35,2 % — бутуаноны, 24,1 % — себуанцы, 8 % — бохолано, 3,8 % — суригаононы), 14,2 % — другие.
Согласно переписи 2000 года 74,2 % населения региона Карага составляли католики, 6 % — аглипаянцы, 5,2 % — евангельские христиане, 2,6 % — приверженцы Церкви Христа, 2,2 % — адвентисты седьмого дня, 9,8 % — другие.
| Этническая группа | Вероисповедание                                                                         | Район расселения |
| ----------------- | --------------------------------------------------------------------------------------- | --- |
| Висайя            | Католики, небольшая часть — приверженцы традиционных верований и синкретических культов | Составляют большинство населения региона Карага, проживают в городах и районах плантационного хозяйства. Доминирует этническая группа себуанцев, в городе Бутуан, провинциях Южный Агусан и Северный Агусан выделяется группа бутуанонов, в провинциях Южный Суригао, Северный Суригао и на островах Динагат — группа суригаононов (суригаосцев), встречаются также хилигайноны, бохолано и варайцы. |
| Камайо            | Приверженцы традиционных верований, часть — протестанты, католики и мусульмане          | Проживают в провинции Южный Суригао и соседних районах. |
| Манобо            | Приверженцы традиционных верований, часть — протестанты, католики и мусульмане          | Проживают в провинции Южный Агусан и соседних районах. |
| Аэта              | Приверженцы традиционных верований                                                      | Мамануа проживают в труднодоступных районах провинций Южный Агусан, Южный Суригао и Северный Суригао. |

### Регион Давао
По состоянию на 2010 год в регионе Давао проживало 4,468 млн человек, в том числе в Давао-Сити — 1,449 млн, в Северном Давао — 946 тыс., в Южном Давао — 869 тыс., в долине Компостела — 687 тыс., в Восточном Давао — 518 тыс..
Согласно переписи 2000 года 83,2 % населения города Давао составляли висайя (в том числе 33,3 % — себуанцы, 7,8 % — даваоэньо, 6,6 % — бохолано, 3,7 % — хилигайноны), 16,8 % — другие; 60,5 % населения провинции Южный Давао составляли висайя (в том числе 50,7 % — себуанцы), 8,9 % — тагакаоло, 8,7 % — билааны, 21,9 % — другие; 78 % населения провинции Долина Компостела составляли висайя (в том числе 52,3 % — себуанцы, 12,3 % — бохолано, 4,7 % — хилигайноны), 5,5 % — мансака, 16,5 % — другие; 71,8 % населения провинции Восточный Давао составляли висайя (в том числе 30,4 % — даваоэньо, 18,2 % — себуанцы, 4,8 % — бохолано), 14,9 % — мандайя, 3,2 % — калаган, 10,1 % — другие.
| Этническая группа | Вероисповедание                                                                         | Район расселения |
| ----------------- | --------------------------------------------------------------------------------------- | --- |
| Висайя            | Католики, небольшая часть — приверженцы традиционных верований и синкретических культов | Составляют большинство населения региона Давао, проживают в городах и районах плантационного хозяйства. Доминируют этнические группы себуанцев, даваоэньо, бохолано и хилигайнонов, встречаются также негросаноны и суригаононы. |
| Тагакаоло         | Приверженцы традиционных верований, часть — протестанты, католики и мусульмане          | Проживают в провинции Южный Давао и соседних районах. Выделяется этно-лингвистическая группа калаган. |
| Билааны           | Приверженцы традиционных верований, часть — протестанты, католики и мусульмане          | Проживают на стыке границ провинций Южный Давао, Котабато, Султан-Кударат и Южный Котабато. |
| Мандайя           | Приверженцы традиционных верований, часть — протестанты, католики и мусульмане          | Проживают в провинциях Северный Давао, Долина Компостела, Восточный Давао и соседних районах. Выделяется этно-лингвистическая группа мансака.                                                                                    |
| Багобо            | Приверженцы традиционных верований, часть — протестанты, католики и мусульмане          | Проживают в провинции Северный Давао и соседних районах. |
| Китайцы           | Католики, часть — протестанты, буддисты, конфуцианцы и даосисты                         | Сосредоточены в чайнатауне города Давао. |
| Таусоги           | Сунниты с элементами традиционных верований                                             | Проживают в городе Давао и соседних районах. |
| Сулу-самаль       | Сунниты с элементами традиционных верований                                             | Проживают в провинциях Южный Давао, Северный Давао и городе Давао, а также на острове Самаль в заливе Давао и на островах Сарангани у южной оконечности Минданао.                                                                |
| Мангуанганы       | Приверженцы традиционных верований, часть — протестанты, католики и мусульмане          | Проживают в провинции Северный Давао и соседних районах. |
| Ата               | Приверженцы традиционных верований, часть — протестанты, католики и мусульмане          | Проживают в провинции Северный Давао и соседних районах. |

### СОККСКСАРХЕН
По состоянию на 2010 год в регионе СОККСКСАРХЕН проживало 4,109 млн человек, в том числе в Котабато — 1,226 млн, в Южном Котабато — 827 тыс., в Султан-Кударате — 747 тыс., в Генерал-Сантосе — 538 тыс., в Сарангани — 499 тыс., в Котабато-Сити — 272 тыс..
Согласно переписи 2000 года 62,6 % населения провинции Котабато составляли висайя (в том числе 31,7 % — хилигайноны, 22,6 % — себуанцы, 4,7 % — кинарайцы, 3,6 % — бохолано), 17,7 % — магинданао, 6,9 % — илоки, 4,4 % — манобо (ата-манобо), 8,4 % — другие; 68,1 % населения провинции Южный Котабато составляли висайя (в том числе 52,3 % — хилигайноны, 14,2 % — себуанцы, 1,6 % — кинарайцы), 10,4 % — тболи (тагабили), 5,2 % — билааны, 4,6 % — илоки, 3,5 % — магинданао, 1,5 % — тагалы, 6,7 % — другие; 56,1 % населения провинции Султан-Кударат составляли висайя (в том числе 46,9 % — хилигайноны, 9,2 % — себуанцы), 17,2 % — илоки, 5,4 % — манобо, 21,3 % — другие; 75,4 % населения города Генерал-Сантос составляли висайя (в том числе 57,1 % — себуанцы, 18,3 % — хилигайноны), 4,5 % — тагалы, 3,9 % — магинданао, 3 % — билааны, 13,2 % — другие; 52,4 % населения провинции Сарангани составляли висайя (в том числе 42,4 % — себуанцы, 6,1 % — хилигайноны), 19,6 % — билааны, 6,2 % — магинданао, 5,1 % — тболи, 4,7 % — илоки, 3,8 % — тагакаоло, 8,2 % — другие; 50,4 % населения города Котабато составляли магинданао, 22,8 % — висайя (в том числе 14 % — себуанцы, 6 % — хилигайноны), 9,6 % — тагалы, 7,5 % — маранао (ираноны), 9,7 % — другие.
| Этническая группа | Вероисповедание                                                                                                  | Район расселения |
| ----------------- | --- | --- |
| Висайя            | Католики, небольшая часть — мусульмане, приверженцы традиционных верований и синкретических культов              | Составляют большинство населения региона, проживают в городах и районах плантационного хозяйства. Доминируют этнические группы хилигайнонов (провинции Котабато, Южный Котабато и Султан-Кударат) и себуанцев (город Генерал-Сантос и провинция Сарангани), встречаются также кинарайцы (карайя), бохолано и негросаноны. |
| Магинданао        | Сунниты | Составляют большинство населения города Котабато, также проживают в бассейне реки Минданао и соседних районах (провинции Котабато, Султан-Кударат, Южный Котабато и Сарангани). |
| Илоки             | Католики и протестанты с элементами традиционных верований, часть — приверженцы синкретических церквей           | Проживают в городах и районах плантационного хозяйства провинции Султан-Кударат, а также в соседних районах. |
| Манобо            | Приверженцы традиционных верований, часть — протестанты, католики и мусульмане                                   | Проживают в провинциях Котабато, Султан-Кударат и соседних районах. Выделяется этно-лингвистическая группа дуланганов. |
| Билааны           | Приверженцы традиционных верований, часть — протестанты, католики и мусульмане                                   | Проживают на стыке границ провинций Сарангани, Южный Котабато, Султан-Кударат, Котабато и Южный Давао. |
| Тболи             | Приверженцы традиционных верований, часть — протестанты, католики и мусульмане                                   | Проживают в провинциях Южный Котабато, Сарангани и Султан-Кударат. |
| Тагалы            | Католики с элементами традиционных верований, небольшая часть — протестанты и приверженцы синкретических церквей | Проживают в городах и районах плантационного хозяйства. |
| Тагакаоло         | Приверженцы традиционных верований, часть — протестанты, католики и мусульмане                                   | Проживают в восточной части провинции Сарангани. |
| Маранао           | Сунниты | Проживают в городе Котабато и провинции Котабато. |
| Тирураи           | Приверженцы традиционных верований, часть — протестанты, католики и мусульмане                                   | Проживают в провинции Котабато и соседних районах. |
| Багобо            | Приверженцы традиционных верований, часть — протестанты, католики и мусульмане                                   | Проживают в провинции Котабато и соседних районах. |
| Таусоги           | Сунниты | Проживают на южном побережье Минданао. |
| Сулу-самаль       | Сунниты с элементами традиционных верований                                                                      | Проживают на южном побережье Минданао, а также в провинциях Котабато и Южный Котабато. |
| Сангилы           | Сунниты | Проживают в районе залива Сарангани (провинции Сарангани и Южный Котабато). |

### Автономный регион в мусульманском Минданао
По состоянию на 2010 год в Автономном регионе в мусульманском Минданао проживало 3,256 млн человек, в том числе в Магинданао — 945 тыс., в Южном Ланао — 933 тыс., в Сулу — 718 тыс., в Тави-Тави — 366 тыс., в Басилане — 293 тыс..
Согласно переписи 2000 года 63,5 % населения провинции Магинданао составляли магинданао, 14,5 % — иланумы (илануны, ираноны, ирануны), 7,9 % — висайя (в том числе 4,3 % — хилигайноны, 3,5 % — себуанцы), 4,6 % — тедураи (тедурай), 2,5 % — тирураи (тирурай), 1 % — илоки, 6 % — другие; 91 % населения провинции Южный Ланао составляли маранао (ланао), 5,1 % — висайя (в том числе 2,5 % — хилигайноны, 2 % — себуанцы), 0,9 % — иланумы, 0,8 % — илоки, 0,2 % — тагалы, 2 % — другие; 85,3 % населения провинции Сулу составляли таусоги (таусуги), 7,9 % — сулу-самаль (сама-самаль, абакноны), 2,1 % — баджао (сама-дилаут), 0,4 % — ибанаги, 0,3 % — висайя (в том числе 0,2 % — кинарайцы), 4 % — другие; 35,8 % населения провинции Тави-Тави составляли сама-дилайя, 35,6 % — таусоги, 15,2 % — сулу-самаль, 5,8 % — мапуны (джава-мапун, джама-мапун), 2,5 % — баджао, 5,1 % — другие; 41,3 % населения провинции Басилан составляли яканы, 23 % — таусоги, 11,9 % — замбоангеньо (чабакано, чавакано), 10,1 % — сулу-самаль, 9,2 % — висайя (в том числе 4,2 % — себуанцы, 0,5 % — хилигайноны), 1,9 % — баджао, 0,4 % — ибанаги, 2,2 % — другие.
Согласно переписи 2000 года 90,5 % населения региона составляли мусульмане, 5,1 % — католики, 1,4 % — приверженцы англиканской Епископальной церкви на Филиппинах, 0,4 % — евангельские христиане, 0,3 % — приверженцы Церкви Христа, 2,3 % — другие.
| Этническая группа | Вероисповедание                                                                                                  | Район расселения |
| ----------------- | --- | --- |
| Маранао           | Сунниты | Составляют большинство населения провинции Южный Ланао, проживают вокруг озера Ланао и в соседних районах. |
| Магинданао        | Сунниты | Составляют большинство населения провинции Магинданао, также проживают в соседних районах. |
| Таусоги           | Сунниты | Составляют большинство населения провинции Сулу, также проживают в городах и районах плантационного хозяйства провинций Басилан и Тави-Тави. Выделяется этно-лингвистическая группа сама-дилайя (сама-дилая), близкая к сама-баджао. |
| Иланумы           | Сунниты | Проживают в северной части провинции Магинданао, а также вокруг озера Ланао в провинции Южный Ланао, близки к маранао и магинданао.                                                                                                  |
| Висайя            | Католики, небольшая часть — мусульмане, приверженцы традиционных верований и синкретических культов              | Проживают в городах и районах плантационного хозяйства провинций Магинданао и Южный Ланао, а также на архипелаге Сулу (Басилан). Доминируют этнические группы хилигайнонов и себуанцев, встречаются также кинарайцы.                 |
| Сулу-самаль       | Сунниты с элементами традиционных верований                                                                      | Входят в состав сама-баджао, проживают на архипелаге Сулу и западном побережье Минданао, а также на островах Мапун (Кагаян-Сулу) провинции Тави-Тави.                                                                                |
| Яканы             | Сунниты | Входят в состав сама-баджао, проживают на острове Басилан и прилегающих островах Пилас, Сангбой, Дасалан, Калудлуд, Тейнга и Тапиантана.                                                                                             |
| Тирураи           | Приверженцы традиционных верований, часть — протестанты, католики и мусульмане                                   | Проживают в провинции Магинданао и соседних районах. Выделяется этно-лингвистическая группа тедураев. |
| Баджао            | Сунниты с элементами традиционных верований                                                                      | Входят в состав сама-баджао, проживают на архипелаге Сулу (Тави-Тави, Пангутаран, Сулу, Басилан) и западном побережье Минданао. |
| Замбоангеньо      | Католики, небольшая часть — приверженцы традиционных верований и синкретических культов                          | Креольская группа испаноязычного населения, возникшая в результате смешения местных племён с пришлыми элементами с Лусона и Висайский островов, а также из Испании и Мексики. Проживают на острове Басилан.                          |
| Мапуны            | Сунниты с элементами традиционных верований                                                                      | Входят в состав сама-баджао, проживают на островах Мапун (Кагаян-Сулу) провинции Тави-Тави. |
| Илоки             | Католики и протестанты с элементами традиционных верований, часть — приверженцы синкретических церквей           | Проживают в городах и районах плантационного хозяйства. |
| Тагалы            | Католики с элементами традиционных верований, небольшая часть — протестанты и приверженцы синкретических церквей | Проживают в городах и районах плантационного хозяйства. |
| Ибанаги           | Католики с элементами традиционных верований                                                                     | Проживают в городах и районах плантационного хозяйства архипелага Сулу. |
| Китайцы           | Католики, часть — протестанты, буддисты, конфуцианцы и даосисты                                                  | Проживают в городах архипелага Сулу. |
| Арабы             | Сунниты | Проживают на острове Холо. |

## Комментарии
1. ↑  Из-за отсутствия чётких критериев различные источники довольно часто применяют термины «народ», «народность», «этнос», «этническая группа» применительно к одним и тем же общностям. Таким образом, точный подсчёт проживающих на территории Филиппин народов и этнических групп представляется весьма затруднительным в силу отсутствия в мировой этнографической науке единой точки зрения относительно чёткой классификации многих из них.
2. ↑  Согласно марксистскому подходу большинства советских востоковедов и этнографов (Губер А. А., Чебоксаров Н. Н., Ким Г. Ф., Симония Н. А., Токарев С. А., Левинсон Г. И., Левтонова Ю. 0., Никифоров В. Н., Виноградов А. Д., Галич З. Н., Хейфец А. Н., Тайван Л. Л., Кузнецов А. И., Рейснер Л. И., Славный Б. И.), а также части ранних российских историков («История Востока в шести томах» под редакцией Капицы М. С., «Том 2: Восток в средние века» под редакцией Алаева Л. Б., Ашрафян К. З. и Рыбакова Р. Б.), в доколониальный период на Филиппинах существовали феодальные или раннефеодальные отношения. Однако современные учёные придерживаются точки зрения, что некоторые элементы феодализма появились на архипелаге только во время испанского правления.
3. ↑  К концу XVII века в колонии, за исключением Манилы, насчитывалось лишь около 20 поселений с числом жителей свыше 2 тысяч.
4. ↑  Например, китайцы облагались подушным налогом (трибуто), который вдвое превышал налог на филиппинцев.
5. ↑  Игоротами испанцы собирательно называли горные племена бонтоков, инибалоев, ифугао, апайо, калингов, канканаев, тингианов и других.
6. ↑  Колонизаторы не стремились сделать испанский язык доступным широким массам, поэтому им владела лишь привилегированная верхушка филиппинцев.
7. ↑  Сами себя они так не именуют.
8. ↑  В 2015 году провинция Западный Негрос и город Баколод вошли в состав новообразованного региона Остров Негрос.
9. ↑  В 2015 году провинция Восточный Негрос вошла в состав новообразованного региона Остров Негрос.
10. ↑  Город расположен на острове Басилан, который административно относится к Автономному региону в мусульманском Минданао.
11. ↑  В 2013 году из состава Южного Давао выделилась новая провинция — Западный Давао.
12. ↑  Город расположен на территории провинции Магинданао, которая административно относится к Автономному региону в мусульманском Минданао.

### На русском языке
- Алмазов С. О них говорят (20 политических портретов). — Москва: Политиздат, 1991. — ISBN 5-250-01191-8.
- Андреев Ю. А., Левинсон Г. И. Филиппины. Справочник. — Москва: Наука, 1979.
- Брук С. И. Население мира. Этно-демографический справочник. — Москва: Наука, 1981.
- Губер А. А. (редактор). Народы Юго-Восточной Азии. — Москва: Наука, 1966.
- Крюков М. В., Чебоксаров Н. Н., Сафронов М. В. Этническая история народов Восточной и Юго-Восточной Азии в древности и средние века. — Москва: Главная редакция восточной литературы издательства «Наука», 1981.
- Левинсон Г. И. (ответственный редактор). Китайские этнические группы в странах Юго-Восточной Азии. — Москва: Главная редакция восточной литературы издательства «Наука», 1986.
- Левтонова Ю. 0. История Филиппин. — Москва: Главная редакция восточной литературы издательства «Наука», 1979.
- Минц Л. М. (научный редактор). Народы мира. Энциклопедия. — Москва: ОЛМА Медиа Групп, 2007. — ISBN 978-5-373-01057-3.
- Херрманн Й., Цюрхер Э. (под редакцией). История человечества. Том III. — Москва: UNESCO / Magister Press, 2003. — ISBN 5-89317-157-8.
- Чебоксаров Н. Н., Кузнецов А. И. Малые народы Индонезии, Малайзии и Филиппин. — Москва: Главная редакция восточной литературы издательства «Наука», 1982.
- Шпажников Г. А. Религии стран Юго-Восточной Азии. — Москва: Главная редакция восточной литературы издательства «Наука», 1980.

### На других языках
- Patricio N. Abinales, Donna J. Amoroso. State and Society in the Philippines. — Lanham, Maryland: Rowman & Littlefield Publishers, 2005. — ISBN 978-0-7425-1024-1.
- Rommel Banlaoi. Philippine Security in the Age of Terror: National, Regional, and Global Challenges in the Post-9/11 World. — Boca Raton, Florida: CRC Press, 2009. — ISBN 9781439815519.
- Cecilia Gastardo-Conaco, Pilar Ramos-Jimenez. Ethnicity and Fertility in the Philippines. — Singapore: Institute of Southeast Asian Studies, 1986. — ISBN 9971-988-07-0.
- James Minahan. Ethnic Groups of South Asia and the Pacific: An Encyclopedia. — Santa Barbara, California: ABC-CLIO, 2012. — ISBN 978-1-59884-659-1.
- Paul A. Rodell. Culture and Customs of the Philippines. — Westport, Connecticut: Greenwood Publishing Group, 2002. — ISBN 0-313-30415-7.
- Mohd Azizuddin Mohd Sani, Rie Nakamura, Shamsuddin L. Taya. Dynamic of Ethnic Relations in Southeast Asia. — Newcastle upon Tyne: Cambridge Scholars Publishing, 2010. — ISBN 978-1-4438-2115-5.
- Damon L. Woods. The Philippines: A Global Studies Handbook. — Santa Barbara, California: ABC-CLIO, 2006. — ISBN 1-85109-675-2.